# Siemens (Unternehmerfamilie)

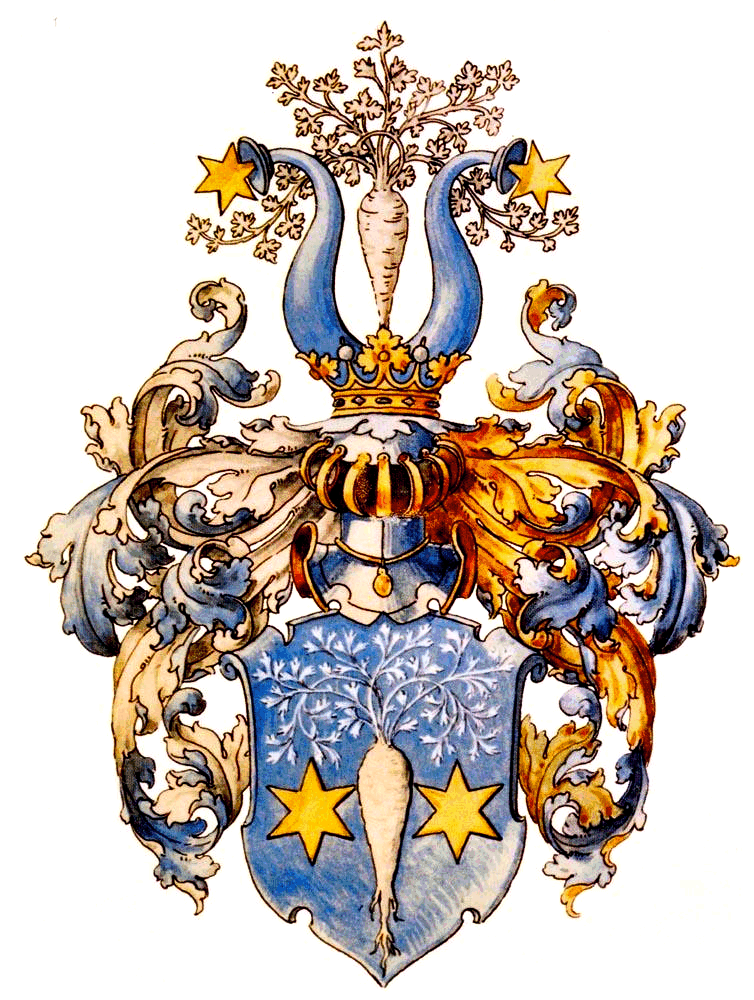
Wappen der Familie von Siemens

Siemens ist der Name einer deutschen Unternehmerfamilie.

## Geschichte

Siemenshaus in Goslar

### Herkunft
Die Familie Siemens ist Teil eines bis heute verbreiteten bürgerlichen Stadtgeschlechts der Reichsstadt Goslar. Mit dem Ackerbürger Henning Symons wird sie am 2. Januar 1384 erstmals urkundlich erwähnt.
Die sichere Stammreihe beginnt mit Ananias Siemens (* um 1538, † 1591), einem Goslarer Bürger, Brauer, Ölmüller und Mitglied der Schuhmachergilde. In Goslar steht auch das Stammhaus der Familie, das Siemenshaus. Neben angesehenen Handwerksmeistern, die in Goslarer Gilden leitende Stellungen einnahmen, brachte die Familie seit Anfang des 17. Jahrhunderts auch erfolgreiche Kaufleute hervor. Sie stellte der Reichsstadt zahlreiche Gilde- und Ratsherren und vier Bürgermeister, zuletzt Johann Georg (1748–1807). Im 18. Jahrhundert gehörte die Familie dem Bildungsbürgertum an. Etliche Familienmitglieder pachteten Gutsbetriebe im Harzvorland, darunter Johann Georg Heinrich Siemens (1735–1805) und, im frühen 19. Jahrhundert, dessen Sohn Christian Ferdinand Siemens, der Vater der Generation der Unternehmensgründer.

### Familie Siemens und Siemens AG

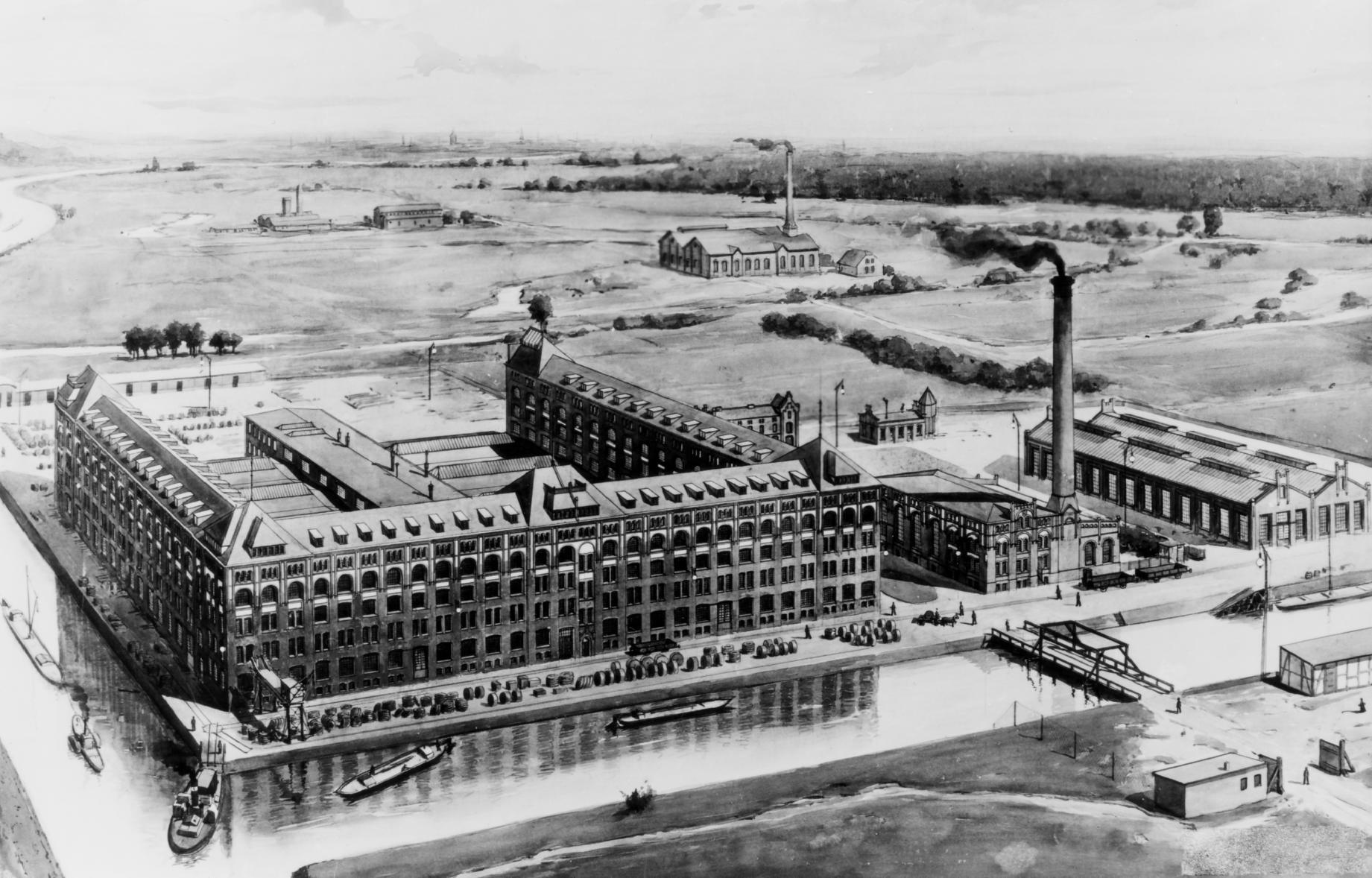
Siemens-Kabelwerk in Berlin-Siemensstadt um 1900

Der bekannteste Zweig der Unternehmerfamilie geht zurück auf den Landwirt und Gutspächter Christian Ferdinand Siemens (1787–1840). Seine Söhne Werner, Carl, Hans, Friedrich und William wurden als Unternehmer und Ingenieure tätig. Werner Siemens gründete 1847 zusammen mit Johann Georg Halske in Berlin die Telegraphen Bau-Anstalt von Siemens & Halske, aus der 1897 die Siemens & Halske AG entstand, in der später viele Familienmitglieder leitend mitarbeiteten. 1913 wurde das Vermögen der Familie Siemens auf 77,5 Millionen Mark geschätzt. Unter der Leitung von Ernst von Siemens wurde 1966 die Siemens & Halske AG mit der Siemens-Schuckertwerke AG und der Siemens-Reiniger-Werke AG zum heutigen Weltkonzern Siemens AG verschmolzen. Als dessen größter Einzelaktionär ist die Gründerfamilie bis heute im Aufsichtsrat vertreten.

## Wappen

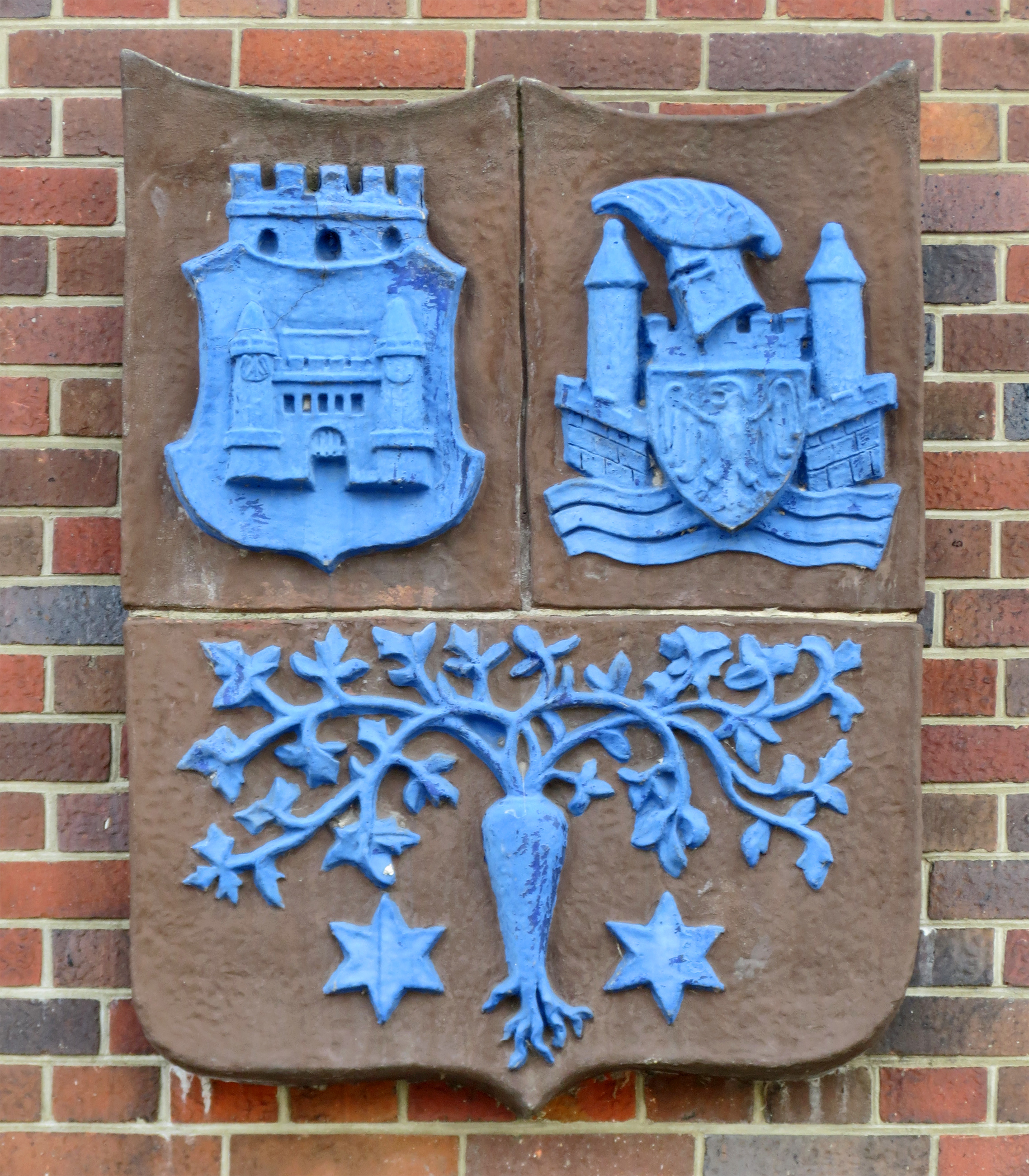
Wappen von Berlin-Siemensstadt, kombiniert aus den Wappen des Bezirks Charlottenburg, des Bezirks Spandau und der Familie von Siemens (Darstellung am Wernerwerk-Hochhaus)

Das Wappen der Familie von Siemens zeigt in Blau eine silberne Petersilienwurzel mit ihrem Kraut (symbolisiert die Herkunft als Ackerbürger), beseitet von zwei goldenen Sternen. Auf dem Helm mit rechts blau-silbernen, links blau-goldenen Decken die Petersilienwurzel zwischen zwei in den Mündungen jeweils mit einem goldenen Stern besteckten blauen Büffelhörnern.

## Bedeutende Personen

### Namensträger
- Adolf Siemens (1811–1887), deutscher Artilleriegeneral und Erfinder
- Alexander Siemens (1847–1928), deutsch-britischer Ingenieur und Unternehmer, Sohn von Gustav[3]
- Arnold von Siemens (1853–1918), deutscher Industrieller
- Carl Siemens (1829–1906), 1895 geadelt als von Siemens, deutsch-russischer Industrieller, Mitinhaber von Siemens & Halske und Siemens Brothers & Co.
- Carl Friedrich von Siemens (1872–1941), deutscher Industrieller
- Carl Georg Siemens (1809–1885), geadelt als von Siemens, deutscher Technologe und Hochschullehrer, Professor an der Landwirtschaftlichen Akademie Hohenheim bei Stuttgart
- Christian Ferdinand Siemens (1787–1840), Landwirt, Vater von Werner, William, Carl, Hans und Friedrich
- Ernst von Siemens (1903–1990), deutscher Industrieller
- Friedrich Siemens (1826–1904), deutscher Erfinder, Ofen- und Glasfabrikant
- Georg Siemens (1839–1901), 1899 geadelt als von Siemens, deutscher Bankier. Gründungsdirektor der Deutschen Bank
- Gustav Siemens (1806–1874), deutscher Jurist und Politiker
- Hans Siemens (1628–1694), deutscher Kaufmann, Achtmann und Stadthauptmann in Goslar
- Hans Siemens (1818–1867), deutscher Glasfabrikant
- Hermann von Siemens (1885–1986), deutscher Industrieller
- Johann Georg Siemens (1804–1878), deutscher Justiziar, Rechtsanwalt und Politiker, Vater von Georg
- Nathalie von Siemens (* 1971), Mitglied des Aufsichtsrats der Siemens AG (seit 2015) und der Siemens Healthineers AG (seit 2018), Vorstandssprecherin der Siemens-Stiftung (2013–2020)[4]
- Peter von Siemens (1911–1986), deutscher Industrieller
- Peter C. von Siemens (1937–2021), deutscher Industrieller
- Werner Siemens (1816–1892), 1888 geadelt als von Siemens, deutscher Industrieller. Begründer der Firma Siemens & Halske, Erfinder der Dynamomaschine und kaiserlich deutscher Geheimer Regierungsrat.
- (Carl) Wilhelm Siemens (1823–1883), 1883 geadelt als Sir William Siemens, deutsch-britischer Ingenieur, Naturforscher und Industrieller, seit 1859 britischer Staatsbürger. Mitinhaber von Siemens & Halske und Siemens Brothers
- (Georg) Wilhelm von Siemens (1855–1919), deutscher Industrieller

### Bilder

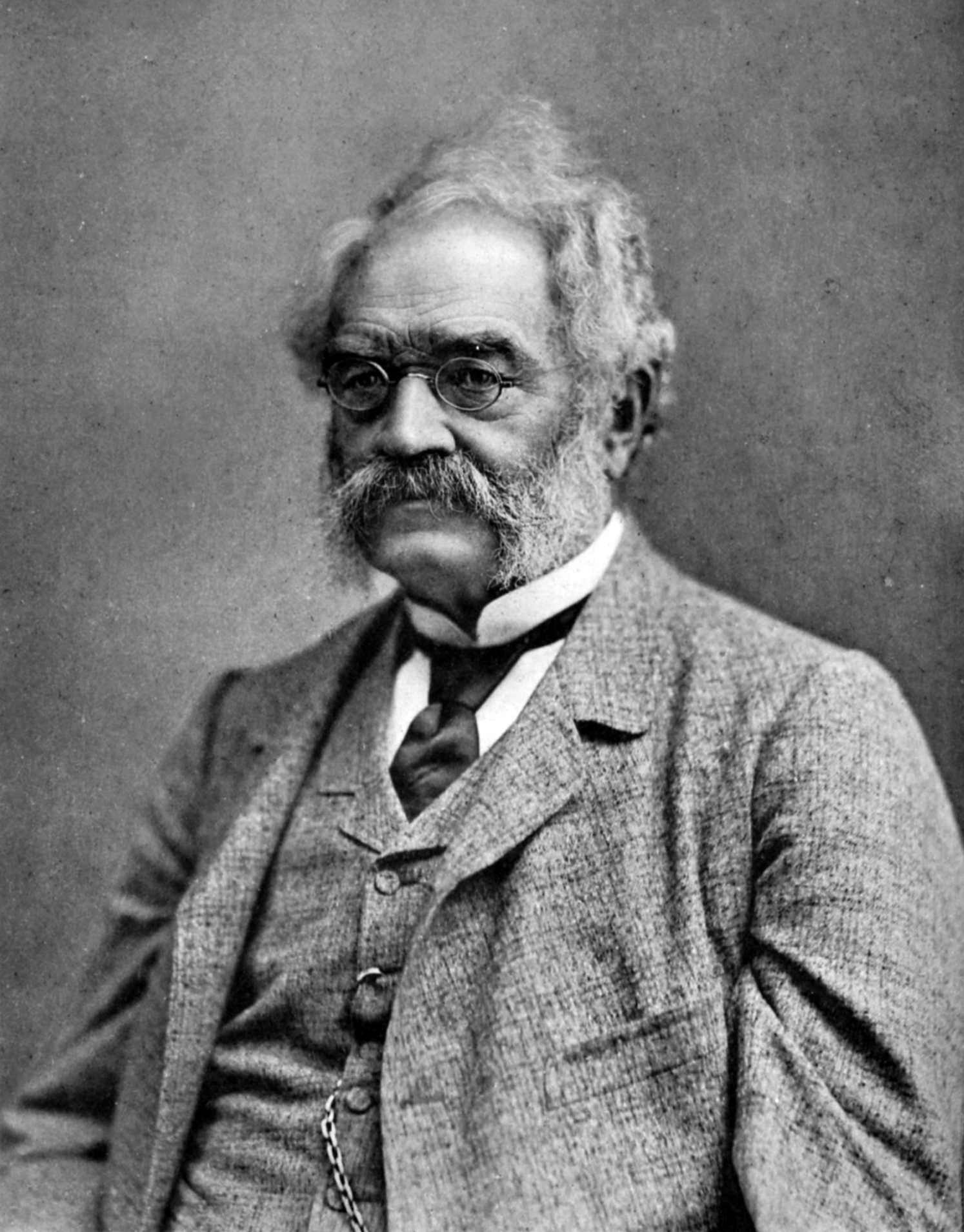
Werner Siemens (1816–1892), seit 1888 Werner von Siemens
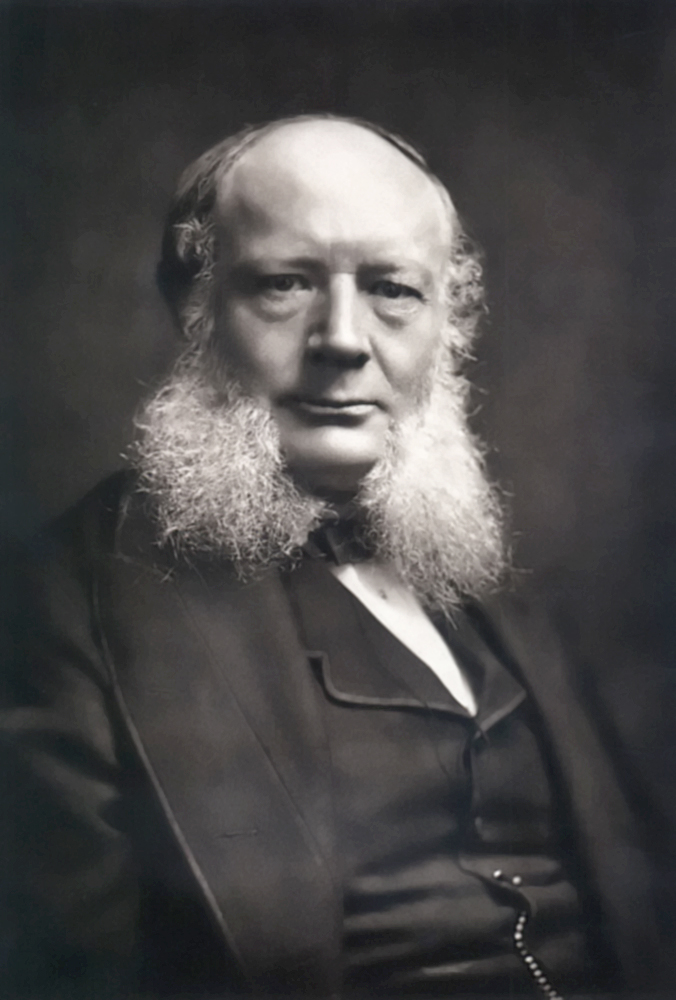
Wilhelm Siemens (1823–1883), seit 1883 Sir William Siemens
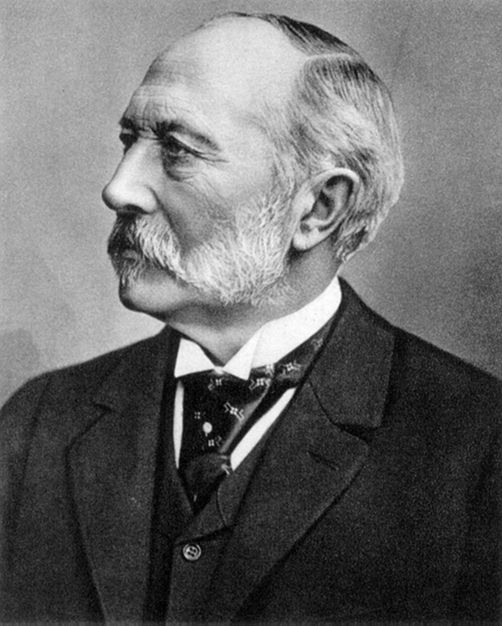
Carl Siemens (1829–1906), seit 1895 Carl von Siemens
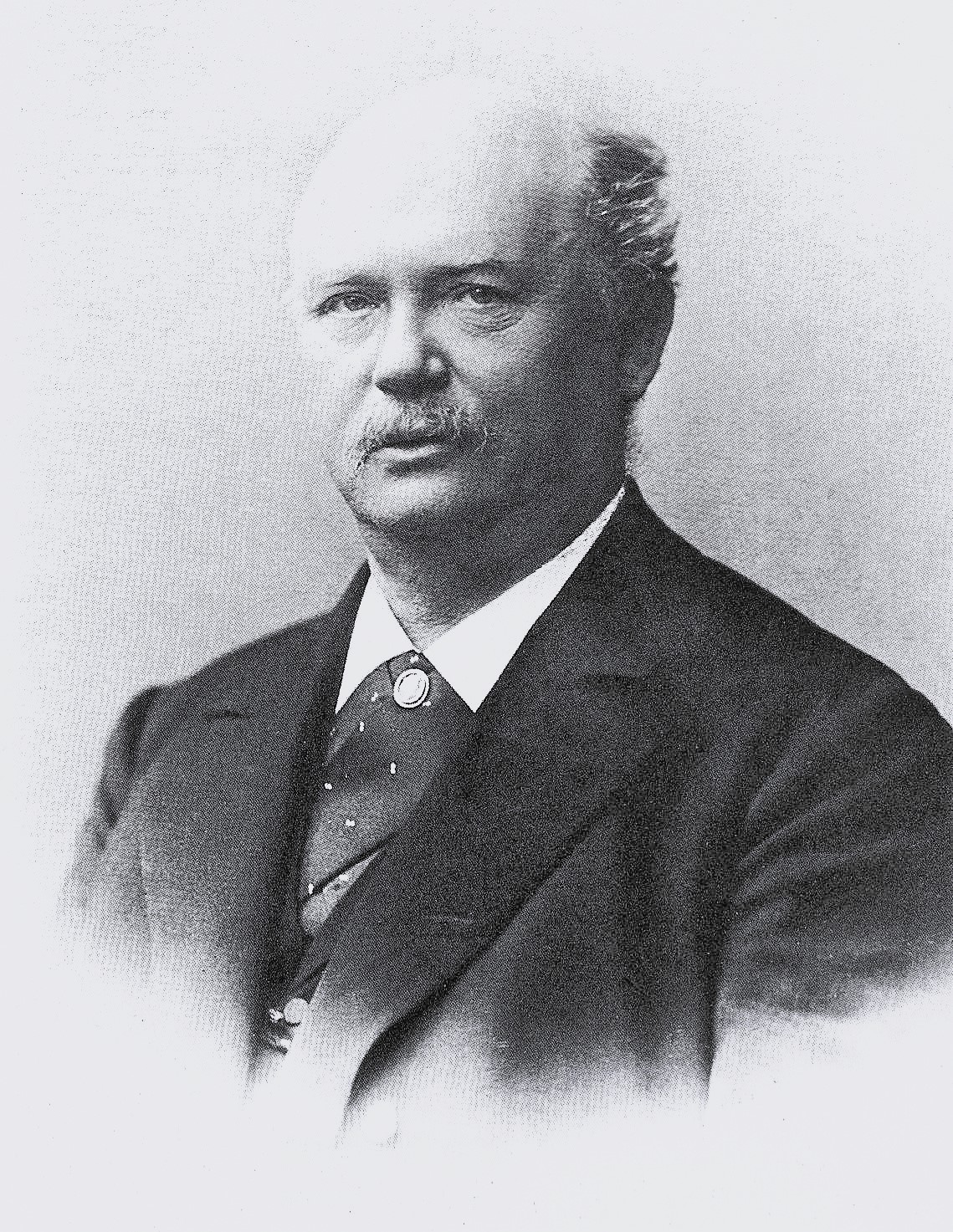
Georg Siemens (1839–1901), seit 1899 Georg  von Siemens
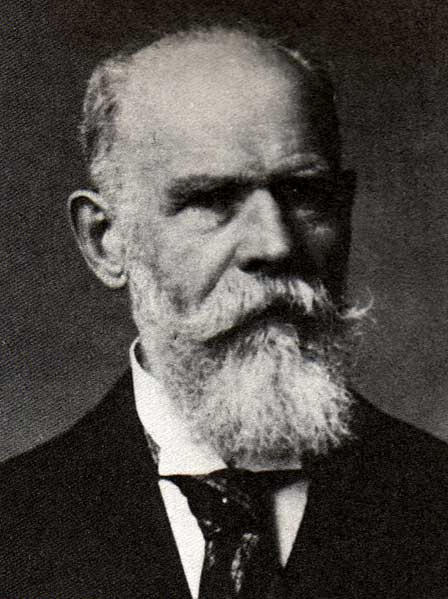
Arnold von Siemens (1853–1918), Sohn von Werner von Siemens
Wilhelm von Siemens (1855–1919), Sohn von Werner von Siemens
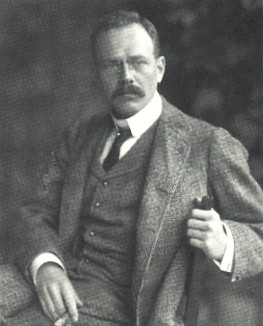
Carl Friedrich von Siemens (1872–1941), Sohn von Werner von Siemens

### Weitere Familienangehörige
- Anna Zanders geb. von Siemens (1858–1939), Tochter von Werner von Siemens, Kulturstifterin
- Hertha Harries geb. von Siemens (1870–1939), jüngste Tochter von Werner von Siemens, Ehefrau des Chemikers Carl Dietrich Harries, engagierte sich für die sozialen Belange der Siemens-Belegschaft
- Johanna von Siemens geb. Schomburg (1894–1984), Schwiegertochter Arnolds, übernahm die sozialen Aufgaben von Hertha Harries
- Gerd von Brandenstein (1942–2023), Nachfahre von Carl, vertrat die Familie von 2008 bis 2015 im Aufsichtsrat der Siemens AG

### Adels- und Standeserhebungen
Folgende Mitglieder der Familie Siemens wurden geadelt:
- Franz Ernst Siemens (1781–1854), persönlicher Adelstitel für seine Erfindungen[5]
- 1883: Britischer persönlicher Adelsstand für Carl Wilhelm Siemens (1823–1883, danach Sir Charles William Siemens), Bruder von Werner und Carl Siemens – Ritterschlag als Knight Bachelor durch Königin Victoria
- vor 1885: Württembergischer persönlicher Adelsstand für Carl Georg Siemens (1809–1885), Vetter dritten Grades von Werner, Carl und Sir William Siemens; seit 1869 Schwiegervater von Werner Siemens (1816–1892)
- 1888: Preußischer erblicher Adelsstand für Werner Siemens (1816–1892) für seine Verdienste um die deutsche Industrie. Bruder von Carl und Sir William Siemens – Verleihung am 5. Mai 1888 durch den preußischen König und deutschen Kaiser Friedrich III.
- 1895: Russischer erblicher Adelsstand für Carl Siemens (1829–1906), Bruder von Werner und Sir William Siemens – Verleihung am 25. Februar 1895 durch Zar Nikolaus II.
- 1899: Preußischer erblicher Adelsstand für Georg Siemens (1839–1901), Neffe zweiten Grades von Werner, Carl und Sir William Siemens

Die heutigen Namensträger von Siemens sind sämtlich Nachkommen Werners.

## Genealogie (Auszug)

### Familienzweige
| Hauptlinie Ananias | Hauptlinie Ananias | Hauptlinie Ananias | Hauptlinie Ananias | Hauptlinie Ananias | Hauptlinie Ananias |  |  | Linie Georg Andreas Unterlinie von Ananias | Linie Georg Andreas Unterlinie von Ananias | Linie Georg Andreas Unterlinie von Ananias | Linie Georg Andreas Unterlinie von Ananias | Linie Georg Andreas Unterlinie von Ananias | Linie Georg Andreas Unterlinie von Ananias |  |  | Linie Heinrich Albrecht Unterlinie von Ananias | Linie Heinrich Albrecht Unterlinie von Ananias | Linie Heinrich Albrecht Unterlinie von Ananias | Linie Heinrich Albrecht Unterlinie von Ananias | Linie Heinrich Albrecht Unterlinie von Ananias | Linie Heinrich Albrecht Unterlinie von Ananias |  |  | Linie Johann Georg Unterlinie von Georg Andreas, inkl. Georg von Siemens | Linie Johann Georg Unterlinie von Georg Andreas, inkl. Georg von Siemens | Linie Johann Georg Unterlinie von Georg Andreas, inkl. Georg von Siemens | Linie Johann Georg Unterlinie von Georg Andreas, inkl. Georg von Siemens | Linie Johann Georg Unterlinie von Georg Andreas, inkl. Georg von Siemens | Linie Johann Georg Unterlinie von Georg Andreas, inkl. Georg von Siemens |  |  | Linie Christian Ferdinand Unterlinie von Georg Andreas, inkl. Werner von Siemens und Brüder | Linie Christian Ferdinand Unterlinie von Georg Andreas, inkl. Werner von Siemens und Brüder | Linie Christian Ferdinand Unterlinie von Georg Andreas, inkl. Werner von Siemens und Brüder | Linie Christian Ferdinand Unterlinie von Georg Andreas, inkl. Werner von Siemens und Brüder | Linie Christian Ferdinand Unterlinie von Georg Andreas, inkl. Werner von Siemens und Brüder | Linie Christian Ferdinand Unterlinie von Georg Andreas, inkl. Werner von Siemens und Brüder |  |  |

### Linie ab Ananias Siemens (Stammvater)
Generationen 1–9
| | | | | | | | | | | | | Ananias Siemens * ca. 1538, † 1591 Goslar Bürger und Brauer ⚭ Anna Brüggemann (2. Ehe) 8 Kinder                                 | |  |  | | | | | | |  |  | | | | | | |  |  | | | | | | |  |  |  |  |  |  |  |  |  |  |  |  |  |  |  |  |  |  |  |  |  |  |  |  |  |  |  |  |  |  |
| | | | | | | | | | | | | | |  |  | | | | | | |  |  | | | | | | |  |  | | | | | | |  |  |  |  |  |  |  |  |  |  |  |  |  |  |  |  |  |  |  |  |  |  |  |  |  |  |  |  |  |  |
| | | | | | | | | | | | | (Kind) #6 Peter Siemens * ca. 1586 Goslar, † 1650 ebenda. Schneider und Ratsherr ⚭ Agnetha Oppermann (1605–63, 3. Ehe) 8 Kinder | |  |  | | | | | | |  |  | | | | | | |  |  | | | | | | |  |  |  |  |  |  |  |  |  |  |  |  |  |  |  |  |  |  |  |  |  |  |  |  |  |  |  |  |  |  |
| | | | | | | | | | | | | | |  |  | | | | | | |  |  | | | | | | |  |  | | | | | | |  |  |  |  |  |  |  |  |  |  |  |  |  |  |  |  |  |  |  |  |  |  |  |  |  |  |  |  |  |  |
| | | | | | | | | | | | | #2 Hans Jürgen Siemens * 1628 Goslar, † 1694 ebenda Kaufmann ⚭ Anna Volckmar (1636–1717) 6 Kinder                               | |  |  | | | | | | |  |  | | | | | | |  |  | | | | | | |  |  |  |  |  |  |  |  |  |  |  |  |  |  |  |  |  |  |  |  |  |  |  |  |  |  |  |  |  |  |
| | | | | | | | | | | | | | |  |  | | | | | | |  |  | | | | | | |  |  | | | | | | |  |  |  |  |  |  |  |  |  |  |  |  |  |  |  |  |  |  |  |  |  |  |  |  |  |  |  |  |  |  |
| | | | | | | | | | | | | #3 Hans Henning Siemens * 1667 Goslar, † 1725 Ohlhof Gutspächter ⚭ Anna Volbrecht (1674–1715) 11 Kinder                         | |  |  | | | | | | |  |  | | | | | | |  |  | | | | | | |  |  |  |  |  |  |  |  |  |  |  |  |  |  |  |  |  |  |  |  |  |  |  |  |  |  |  |  |  |  |
| | | | | | | | | | | | | | |  |  | | | | | | |  |  | | | | | | |  |  | | | | | | |  |  |  |  |  |  |  |  |  |  |  |  |  |  |  |  |  |  |  |  |  |  |  |  |  |  |  |  |  |  |
| | | | | | | | | | | | | | |  |  | | | | | | |  |  | | | | | | |  |  | | | | | | |  |  |  |  |  |  |  |  |  |  |  |  |  |  |  |  |  |  |  |  |  |  |  |  |  |  |  |  |  |  |
| | | | | #4 Georg Andreas Siemens * 1700 Goslar, † 1789 Ohlhof Gutspächter ⚭ Agnes Koch (1716–97, 2. Ehe) 9 Kinder                   | #4 Georg Andreas Siemens * 1700 Goslar, † 1789 Ohlhof Gutspächter ⚭ Agnes Koch (1716–97, 2. Ehe) 9 Kinder                   | #4 Georg Andreas Siemens * 1700 Goslar, † 1789 Ohlhof Gutspächter ⚭ Agnes Koch (1716–97, 2. Ehe) 9 Kinder      | #4 Georg Andreas Siemens * 1700 Goslar, † 1789 Ohlhof Gutspächter ⚭ Agnes Koch (1716–97, 2. Ehe) 9 Kinder      | #4 Georg Andreas Siemens * 1700 Goslar, † 1789 Ohlhof Gutspächter ⚭ Agnes Koch (1716–97, 2. Ehe) 9 Kinder                 | #4 Georg Andreas Siemens * 1700 Goslar, † 1789 Ohlhof Gutspächter ⚭ Agnes Koch (1716–97, 2. Ehe) 9 Kinder                 | | | | |  |  | | | | | | |  |  | #6 Heinrich Albrecht Siemens * 1703 Goslar, † 1758 ebenda Gutspächter ⚭ Elisabeth Sternberg (1710–71) 14 Kinder                | #6 Heinrich Albrecht Siemens * 1703 Goslar, † 1758 ebenda Gutspächter ⚭ Elisabeth Sternberg (1710–71) 14 Kinder                | #6 Heinrich Albrecht Siemens * 1703 Goslar, † 1758 ebenda Gutspächter ⚭ Elisabeth Sternberg (1710–71) 14 Kinder                | #6 Heinrich Albrecht Siemens * 1703 Goslar, † 1758 ebenda Gutspächter ⚭ Elisabeth Sternberg (1710–71) 14 Kinder                | #6 Heinrich Albrecht Siemens * 1703 Goslar, † 1758 ebenda Gutspächter ⚭ Elisabeth Sternberg (1710–71) 14 Kinder                | #6 Heinrich Albrecht Siemens * 1703 Goslar, † 1758 ebenda Gutspächter ⚭ Elisabeth Sternberg (1710–71) 14 Kinder                |  |  | | | | | | |  |  |  |  |  |  |  |  |  |  |  |  |  |  |  |  |  |  |  |  |  |  |  |  |  |  |  |  |  |  |
| | | | | #4 Georg Andreas Siemens * 1700 Goslar, † 1789 Ohlhof Gutspächter ⚭ Agnes Koch (1716–97, 2. Ehe) 9 Kinder                   | #4 Georg Andreas Siemens * 1700 Goslar, † 1789 Ohlhof Gutspächter ⚭ Agnes Koch (1716–97, 2. Ehe) 9 Kinder                   | #4 Georg Andreas Siemens * 1700 Goslar, † 1789 Ohlhof Gutspächter ⚭ Agnes Koch (1716–97, 2. Ehe) 9 Kinder      | #4 Georg Andreas Siemens * 1700 Goslar, † 1789 Ohlhof Gutspächter ⚭ Agnes Koch (1716–97, 2. Ehe) 9 Kinder      | #4 Georg Andreas Siemens * 1700 Goslar, † 1789 Ohlhof Gutspächter ⚭ Agnes Koch (1716–97, 2. Ehe) 9 Kinder                 | #4 Georg Andreas Siemens * 1700 Goslar, † 1789 Ohlhof Gutspächter ⚭ Agnes Koch (1716–97, 2. Ehe) 9 Kinder                 | | | | |  |  | | | | | | |  |  | #6 Heinrich Albrecht Siemens * 1703 Goslar, † 1758 ebenda Gutspächter ⚭ Elisabeth Sternberg (1710–71) 14 Kinder                | #6 Heinrich Albrecht Siemens * 1703 Goslar, † 1758 ebenda Gutspächter ⚭ Elisabeth Sternberg (1710–71) 14 Kinder                | #6 Heinrich Albrecht Siemens * 1703 Goslar, † 1758 ebenda Gutspächter ⚭ Elisabeth Sternberg (1710–71) 14 Kinder                | #6 Heinrich Albrecht Siemens * 1703 Goslar, † 1758 ebenda Gutspächter ⚭ Elisabeth Sternberg (1710–71) 14 Kinder                | #6 Heinrich Albrecht Siemens * 1703 Goslar, † 1758 ebenda Gutspächter ⚭ Elisabeth Sternberg (1710–71) 14 Kinder                | #6 Heinrich Albrecht Siemens * 1703 Goslar, † 1758 ebenda Gutspächter ⚭ Elisabeth Sternberg (1710–71) 14 Kinder                |  |  | | | | | | |  |  |  |  |  |  |  |  |  |  |  |  |  |  |  |  |  |  |  |  |  |  |  |  |  |  |  |  |  |  |
| | | | | #3 Joh. Georg Heinrich Siemens * 1735 Ohlhof, † 1805 Wasserleben Gutspächter ⚭ Sophie Huet (1740–99) 15 Kinder              | #3 Joh. Georg Heinrich Siemens * 1735 Ohlhof, † 1805 Wasserleben Gutspächter ⚭ Sophie Huet (1740–99) 15 Kinder              | #3 Joh. Georg Heinrich Siemens * 1735 Ohlhof, † 1805 Wasserleben Gutspächter ⚭ Sophie Huet (1740–99) 15 Kinder | #3 Joh. Georg Heinrich Siemens * 1735 Ohlhof, † 1805 Wasserleben Gutspächter ⚭ Sophie Huet (1740–99) 15 Kinder | #3 Joh. Georg Heinrich Siemens * 1735 Ohlhof, † 1805 Wasserleben Gutspächter ⚭ Sophie Huet (1740–99) 15 Kinder            | #3 Joh. Georg Heinrich Siemens * 1735 Ohlhof, † 1805 Wasserleben Gutspächter ⚭ Sophie Huet (1740–99) 15 Kinder            | | | | |  |  | | | | | | |  |  | #6 Carl Leopold Siemens * 1739 Goslar, † 1805 Seesen Gutspächter ⚭ Justine Brüel (1746–1828) 10 Kinder                         | #6 Carl Leopold Siemens * 1739 Goslar, † 1805 Seesen Gutspächter ⚭ Justine Brüel (1746–1828) 10 Kinder                         | #6 Carl Leopold Siemens * 1739 Goslar, † 1805 Seesen Gutspächter ⚭ Justine Brüel (1746–1828) 10 Kinder                         | #6 Carl Leopold Siemens * 1739 Goslar, † 1805 Seesen Gutspächter ⚭ Justine Brüel (1746–1828) 10 Kinder                         | #6 Carl Leopold Siemens * 1739 Goslar, † 1805 Seesen Gutspächter ⚭ Justine Brüel (1746–1828) 10 Kinder                         | #6 Carl Leopold Siemens * 1739 Goslar, † 1805 Seesen Gutspächter ⚭ Justine Brüel (1746–1828) 10 Kinder                         |  |  | | | | | | |  |  |  |  |  |  |  |  |  |  |  |  |  |  |  |  |  |  |  |  |  |  |  |  |  |  |  |  |  |  |
| | | | | #3 Joh. Georg Heinrich Siemens * 1735 Ohlhof, † 1805 Wasserleben Gutspächter ⚭ Sophie Huet (1740–99) 15 Kinder              | #3 Joh. Georg Heinrich Siemens * 1735 Ohlhof, † 1805 Wasserleben Gutspächter ⚭ Sophie Huet (1740–99) 15 Kinder              | #3 Joh. Georg Heinrich Siemens * 1735 Ohlhof, † 1805 Wasserleben Gutspächter ⚭ Sophie Huet (1740–99) 15 Kinder | #3 Joh. Georg Heinrich Siemens * 1735 Ohlhof, † 1805 Wasserleben Gutspächter ⚭ Sophie Huet (1740–99) 15 Kinder | #3 Joh. Georg Heinrich Siemens * 1735 Ohlhof, † 1805 Wasserleben Gutspächter ⚭ Sophie Huet (1740–99) 15 Kinder            | #3 Joh. Georg Heinrich Siemens * 1735 Ohlhof, † 1805 Wasserleben Gutspächter ⚭ Sophie Huet (1740–99) 15 Kinder            | | | | |  |  | | | | | | |  |  | #6 Carl Leopold Siemens * 1739 Goslar, † 1805 Seesen Gutspächter ⚭ Justine Brüel (1746–1828) 10 Kinder                         | #6 Carl Leopold Siemens * 1739 Goslar, † 1805 Seesen Gutspächter ⚭ Justine Brüel (1746–1828) 10 Kinder                         | #6 Carl Leopold Siemens * 1739 Goslar, † 1805 Seesen Gutspächter ⚭ Justine Brüel (1746–1828) 10 Kinder                         | #6 Carl Leopold Siemens * 1739 Goslar, † 1805 Seesen Gutspächter ⚭ Justine Brüel (1746–1828) 10 Kinder                         | #6 Carl Leopold Siemens * 1739 Goslar, † 1805 Seesen Gutspächter ⚭ Justine Brüel (1746–1828) 10 Kinder                         | #6 Carl Leopold Siemens * 1739 Goslar, † 1805 Seesen Gutspächter ⚭ Justine Brüel (1746–1828) 10 Kinder                         |  |  | | | | | | |  |  |  |  |  |  |  |  |  |  |  |  |  |  |  |  |  |  |  |  |  |  |  |  |  |  |  |  |  |  |
| | | | | | | | | | | | | | |  |  | | | | | | |  |  | | | | | | |  |  | | | | | | |  |  |  |  |  |  |  |  |  |  |  |  |  |  |  |  |  |  |  |  |  |  |  |  |  |  |  |  |  |  |
| #1 Johann Georg Siemens * 1764 Schauen, † 1827 Langenstein Gutspächter ⚭ Sophie Barkhausen (1776–1808, 1. Ehe) 6 Kinder     | #1 Johann Georg Siemens * 1764 Schauen, † 1827 Langenstein Gutspächter ⚭ Sophie Barkhausen (1776–1808, 1. Ehe) 6 Kinder     | #1 Johann Georg Siemens * 1764 Schauen, † 1827 Langenstein Gutspächter ⚭ Sophie Barkhausen (1776–1808, 1. Ehe) 6 Kinder     | #1 Johann Georg Siemens * 1764 Schauen, † 1827 Langenstein Gutspächter ⚭ Sophie Barkhausen (1776–1808, 1. Ehe) 6 Kinder     | #1 Johann Georg Siemens * 1764 Schauen, † 1827 Langenstein Gutspächter ⚭ Sophie Barkhausen (1776–1808, 1. Ehe) 6 Kinder     | #1 Johann Georg Siemens * 1764 Schauen, † 1827 Langenstein Gutspächter ⚭ Sophie Barkhausen (1776–1808, 1. Ehe) 6 Kinder     | | | #15 Christian Ferdinand Siemens * 1787 Schauen, † 1840 Menzendorf Gutspächter ⚭ Henriette Deichmann (1792–1839) 14 Kinder | #15 Christian Ferdinand Siemens * 1787 Schauen, † 1840 Menzendorf Gutspächter ⚭ Henriette Deichmann (1792–1839) 14 Kinder | #15 Christian Ferdinand Siemens * 1787 Schauen, † 1840 Menzendorf Gutspächter ⚭ Henriette Deichmann (1792–1839) 14 Kinder | #15 Christian Ferdinand Siemens * 1787 Schauen, † 1840 Menzendorf Gutspächter ⚭ Henriette Deichmann (1792–1839) 14 Kinder | #15 Christian Ferdinand Siemens * 1787 Schauen, † 1840 Menzendorf Gutspächter ⚭ Henriette Deichmann (1792–1839) 14 Kinder       | #15 Christian Ferdinand Siemens * 1787 Schauen, † 1840 Menzendorf Gutspächter ⚭ Henriette Deichmann (1792–1839) 14 Kinder |  |  | | | | | | |  |  | #8 Franz Ernst Siemens * 1780 Goslar, † 1854 Hannover Gutspächter und Erfinder ⚭ Georgine Müller (1784–1862) 13 Kinder         | #8 Franz Ernst Siemens * 1780 Goslar, † 1854 Hannover Gutspächter und Erfinder ⚭ Georgine Müller (1784–1862) 13 Kinder         | #8 Franz Ernst Siemens * 1780 Goslar, † 1854 Hannover Gutspächter und Erfinder ⚭ Georgine Müller (1784–1862) 13 Kinder         | #8 Franz Ernst Siemens * 1780 Goslar, † 1854 Hannover Gutspächter und Erfinder ⚭ Georgine Müller (1784–1862) 13 Kinder         | #8 Franz Ernst Siemens * 1780 Goslar, † 1854 Hannover Gutspächter und Erfinder ⚭ Georgine Müller (1784–1862) 13 Kinder         | #8 Franz Ernst Siemens * 1780 Goslar, † 1854 Hannover Gutspächter und Erfinder ⚭ Georgine Müller (1784–1862) 13 Kinder         |  |  | | | | | | |  |  |  |  |  |  |  |  |  |  |  |  |  |  |  |  |  |  |  |  |  |  |  |  |  |  |  |  |  |  |
| #1 Johann Georg Siemens * 1764 Schauen, † 1827 Langenstein Gutspächter ⚭ Sophie Barkhausen (1776–1808, 1. Ehe) 6 Kinder     | #1 Johann Georg Siemens * 1764 Schauen, † 1827 Langenstein Gutspächter ⚭ Sophie Barkhausen (1776–1808, 1. Ehe) 6 Kinder     | #1 Johann Georg Siemens * 1764 Schauen, † 1827 Langenstein Gutspächter ⚭ Sophie Barkhausen (1776–1808, 1. Ehe) 6 Kinder     | #1 Johann Georg Siemens * 1764 Schauen, † 1827 Langenstein Gutspächter ⚭ Sophie Barkhausen (1776–1808, 1. Ehe) 6 Kinder     | #1 Johann Georg Siemens * 1764 Schauen, † 1827 Langenstein Gutspächter ⚭ Sophie Barkhausen (1776–1808, 1. Ehe) 6 Kinder     | #1 Johann Georg Siemens * 1764 Schauen, † 1827 Langenstein Gutspächter ⚭ Sophie Barkhausen (1776–1808, 1. Ehe) 6 Kinder     | | | #15 Christian Ferdinand Siemens * 1787 Schauen, † 1840 Menzendorf Gutspächter ⚭ Henriette Deichmann (1792–1839) 14 Kinder | #15 Christian Ferdinand Siemens * 1787 Schauen, † 1840 Menzendorf Gutspächter ⚭ Henriette Deichmann (1792–1839) 14 Kinder | #15 Christian Ferdinand Siemens * 1787 Schauen, † 1840 Menzendorf Gutspächter ⚭ Henriette Deichmann (1792–1839) 14 Kinder | #15 Christian Ferdinand Siemens * 1787 Schauen, † 1840 Menzendorf Gutspächter ⚭ Henriette Deichmann (1792–1839) 14 Kinder | #15 Christian Ferdinand Siemens * 1787 Schauen, † 1840 Menzendorf Gutspächter ⚭ Henriette Deichmann (1792–1839) 14 Kinder       | #15 Christian Ferdinand Siemens * 1787 Schauen, † 1840 Menzendorf Gutspächter ⚭ Henriette Deichmann (1792–1839) 14 Kinder |  |  | | | | | | |  |  | #8 Franz Ernst Siemens * 1780 Goslar, † 1854 Hannover Gutspächter und Erfinder ⚭ Georgine Müller (1784–1862) 13 Kinder         | #8 Franz Ernst Siemens * 1780 Goslar, † 1854 Hannover Gutspächter und Erfinder ⚭ Georgine Müller (1784–1862) 13 Kinder         | #8 Franz Ernst Siemens * 1780 Goslar, † 1854 Hannover Gutspächter und Erfinder ⚭ Georgine Müller (1784–1862) 13 Kinder         | #8 Franz Ernst Siemens * 1780 Goslar, † 1854 Hannover Gutspächter und Erfinder ⚭ Georgine Müller (1784–1862) 13 Kinder         | #8 Franz Ernst Siemens * 1780 Goslar, † 1854 Hannover Gutspächter und Erfinder ⚭ Georgine Müller (1784–1862) 13 Kinder         | #8 Franz Ernst Siemens * 1780 Goslar, † 1854 Hannover Gutspächter und Erfinder ⚭ Georgine Müller (1784–1862) 13 Kinder         |  |  | | | | | | |  |  |  |  |  |  |  |  |  |  |  |  |  |  |  |  |  |  |  |  |  |  |  |  |  |  |  |  |  |  |
| | | | | | | | | | | | | | |  |  | | | | | | |  |  | | | | | | |  |  | | | | | | |  |  |  |  |  |  |  |  |  |  |  |  |  |  |  |  |  |  |  |  |  |  |  |  |  |  |  |  |  |  |
| #1 Johann Georg Siemens * 1805 Langenstein, † 1879 Ahlsdorf Justiziar und Rechtsanwalt ⚭ Marie von Sperl (1819–1902) 1 Kind | #1 Johann Georg Siemens * 1805 Langenstein, † 1879 Ahlsdorf Justiziar und Rechtsanwalt ⚭ Marie von Sperl (1819–1902) 1 Kind | #1 Johann Georg Siemens * 1805 Langenstein, † 1879 Ahlsdorf Justiziar und Rechtsanwalt ⚭ Marie von Sperl (1819–1902) 1 Kind | #1 Johann Georg Siemens * 1805 Langenstein, † 1879 Ahlsdorf Justiziar und Rechtsanwalt ⚭ Marie von Sperl (1819–1902) 1 Kind | #1 Johann Georg Siemens * 1805 Langenstein, † 1879 Ahlsdorf Justiziar und Rechtsanwalt ⚭ Marie von Sperl (1819–1902) 1 Kind | #1 Johann Georg Siemens * 1805 Langenstein, † 1879 Ahlsdorf Justiziar und Rechtsanwalt ⚭ Marie von Sperl (1819–1902) 1 Kind | | | Werner von Siemens (1816–92) und Geschwister Siehe Fortsetzung des Stammbaums unten                                       | Werner von Siemens (1816–92) und Geschwister Siehe Fortsetzung des Stammbaums unten                                       | Werner von Siemens (1816–92) und Geschwister Siehe Fortsetzung des Stammbaums unten                                       | Werner von Siemens (1816–92) und Geschwister Siehe Fortsetzung des Stammbaums unten                                       | Werner von Siemens (1816–92) und Geschwister Siehe Fortsetzung des Stammbaums unten                                             | Werner von Siemens (1816–92) und Geschwister Siehe Fortsetzung des Stammbaums unten                                       |  |  | #1 Gustav Siemens * 1806 Aerzen, † 1874 Hannover Jurist und Politiker ⚭ Sophie Heise (1818–88) 2 Kinder                          | #1 Gustav Siemens * 1806 Aerzen, † 1874 Hannover Jurist und Politiker ⚭ Sophie Heise (1818–88) 2 Kinder                          | #1 Gustav Siemens * 1806 Aerzen, † 1874 Hannover Jurist und Politiker ⚭ Sophie Heise (1818–88) 2 Kinder                          | #1 Gustav Siemens * 1806 Aerzen, † 1874 Hannover Jurist und Politiker ⚭ Sophie Heise (1818–88) 2 Kinder                          | #1 Gustav Siemens * 1806 Aerzen, † 1874 Hannover Jurist und Politiker ⚭ Sophie Heise (1818–88) 2 Kinder                          | #1 Gustav Siemens * 1806 Aerzen, † 1874 Hannover Jurist und Politiker ⚭ Sophie Heise (1818–88) 2 Kinder                          |  |  | #3 Carl Georg von Siemens * 1809 Pyrmont, † 1885 Bad Harzburg Technologe und Hochschullehrer ⚭ Ottilie Denzel (1812–82) 1 Kind | #3 Carl Georg von Siemens * 1809 Pyrmont, † 1885 Bad Harzburg Technologe und Hochschullehrer ⚭ Ottilie Denzel (1812–82) 1 Kind | #3 Carl Georg von Siemens * 1809 Pyrmont, † 1885 Bad Harzburg Technologe und Hochschullehrer ⚭ Ottilie Denzel (1812–82) 1 Kind | #3 Carl Georg von Siemens * 1809 Pyrmont, † 1885 Bad Harzburg Technologe und Hochschullehrer ⚭ Ottilie Denzel (1812–82) 1 Kind | #3 Carl Georg von Siemens * 1809 Pyrmont, † 1885 Bad Harzburg Technologe und Hochschullehrer ⚭ Ottilie Denzel (1812–82) 1 Kind | #3 Carl Georg von Siemens * 1809 Pyrmont, † 1885 Bad Harzburg Technologe und Hochschullehrer ⚭ Ottilie Denzel (1812–82) 1 Kind |  |  | #4 Adolf Siemens * 1811 Pyrmont, † 1887 Berlin Artilleriegeneral und Erfinder ⚭ Antonie Cleve (1827–96) 2 Kinder | #4 Adolf Siemens * 1811 Pyrmont, † 1887 Berlin Artilleriegeneral und Erfinder ⚭ Antonie Cleve (1827–96) 2 Kinder | #4 Adolf Siemens * 1811 Pyrmont, † 1887 Berlin Artilleriegeneral und Erfinder ⚭ Antonie Cleve (1827–96) 2 Kinder | #4 Adolf Siemens * 1811 Pyrmont, † 1887 Berlin Artilleriegeneral und Erfinder ⚭ Antonie Cleve (1827–96) 2 Kinder | #4 Adolf Siemens * 1811 Pyrmont, † 1887 Berlin Artilleriegeneral und Erfinder ⚭ Antonie Cleve (1827–96) 2 Kinder | #4 Adolf Siemens * 1811 Pyrmont, † 1887 Berlin Artilleriegeneral und Erfinder ⚭ Antonie Cleve (1827–96) 2 Kinder |  |  |  |  |  |  |  |  |  |  |  |  |  |  |  |  |  |  |  |  |  |  |  |  |  |  |  |  |  |  |
| #1 Johann Georg Siemens * 1805 Langenstein, † 1879 Ahlsdorf Justiziar und Rechtsanwalt ⚭ Marie von Sperl (1819–1902) 1 Kind | #1 Johann Georg Siemens * 1805 Langenstein, † 1879 Ahlsdorf Justiziar und Rechtsanwalt ⚭ Marie von Sperl (1819–1902) 1 Kind | #1 Johann Georg Siemens * 1805 Langenstein, † 1879 Ahlsdorf Justiziar und Rechtsanwalt ⚭ Marie von Sperl (1819–1902) 1 Kind | #1 Johann Georg Siemens * 1805 Langenstein, † 1879 Ahlsdorf Justiziar und Rechtsanwalt ⚭ Marie von Sperl (1819–1902) 1 Kind | #1 Johann Georg Siemens * 1805 Langenstein, † 1879 Ahlsdorf Justiziar und Rechtsanwalt ⚭ Marie von Sperl (1819–1902) 1 Kind | #1 Johann Georg Siemens * 1805 Langenstein, † 1879 Ahlsdorf Justiziar und Rechtsanwalt ⚭ Marie von Sperl (1819–1902) 1 Kind | | | Werner von Siemens (1816–92) und Geschwister Siehe Fortsetzung des Stammbaums unten                                       | Werner von Siemens (1816–92) und Geschwister Siehe Fortsetzung des Stammbaums unten                                       | Werner von Siemens (1816–92) und Geschwister Siehe Fortsetzung des Stammbaums unten                                       | Werner von Siemens (1816–92) und Geschwister Siehe Fortsetzung des Stammbaums unten                                       | Werner von Siemens (1816–92) und Geschwister Siehe Fortsetzung des Stammbaums unten                                             | Werner von Siemens (1816–92) und Geschwister Siehe Fortsetzung des Stammbaums unten                                       |  |  | #1 Gustav Siemens * 1806 Aerzen, † 1874 Hannover Jurist und Politiker ⚭ Sophie Heise (1818–88) 2 Kinder                          | #1 Gustav Siemens * 1806 Aerzen, † 1874 Hannover Jurist und Politiker ⚭ Sophie Heise (1818–88) 2 Kinder                          | #1 Gustav Siemens * 1806 Aerzen, † 1874 Hannover Jurist und Politiker ⚭ Sophie Heise (1818–88) 2 Kinder                          | #1 Gustav Siemens * 1806 Aerzen, † 1874 Hannover Jurist und Politiker ⚭ Sophie Heise (1818–88) 2 Kinder                          | #1 Gustav Siemens * 1806 Aerzen, † 1874 Hannover Jurist und Politiker ⚭ Sophie Heise (1818–88) 2 Kinder                          | #1 Gustav Siemens * 1806 Aerzen, † 1874 Hannover Jurist und Politiker ⚭ Sophie Heise (1818–88) 2 Kinder                          |  |  | #3 Carl Georg von Siemens * 1809 Pyrmont, † 1885 Bad Harzburg Technologe und Hochschullehrer ⚭ Ottilie Denzel (1812–82) 1 Kind | #3 Carl Georg von Siemens * 1809 Pyrmont, † 1885 Bad Harzburg Technologe und Hochschullehrer ⚭ Ottilie Denzel (1812–82) 1 Kind | #3 Carl Georg von Siemens * 1809 Pyrmont, † 1885 Bad Harzburg Technologe und Hochschullehrer ⚭ Ottilie Denzel (1812–82) 1 Kind | #3 Carl Georg von Siemens * 1809 Pyrmont, † 1885 Bad Harzburg Technologe und Hochschullehrer ⚭ Ottilie Denzel (1812–82) 1 Kind | #3 Carl Georg von Siemens * 1809 Pyrmont, † 1885 Bad Harzburg Technologe und Hochschullehrer ⚭ Ottilie Denzel (1812–82) 1 Kind | #3 Carl Georg von Siemens * 1809 Pyrmont, † 1885 Bad Harzburg Technologe und Hochschullehrer ⚭ Ottilie Denzel (1812–82) 1 Kind |  |  | #4 Adolf Siemens * 1811 Pyrmont, † 1887 Berlin Artilleriegeneral und Erfinder ⚭ Antonie Cleve (1827–96) 2 Kinder | #4 Adolf Siemens * 1811 Pyrmont, † 1887 Berlin Artilleriegeneral und Erfinder ⚭ Antonie Cleve (1827–96) 2 Kinder | #4 Adolf Siemens * 1811 Pyrmont, † 1887 Berlin Artilleriegeneral und Erfinder ⚭ Antonie Cleve (1827–96) 2 Kinder | #4 Adolf Siemens * 1811 Pyrmont, † 1887 Berlin Artilleriegeneral und Erfinder ⚭ Antonie Cleve (1827–96) 2 Kinder | #4 Adolf Siemens * 1811 Pyrmont, † 1887 Berlin Artilleriegeneral und Erfinder ⚭ Antonie Cleve (1827–96) 2 Kinder | #4 Adolf Siemens * 1811 Pyrmont, † 1887 Berlin Artilleriegeneral und Erfinder ⚭ Antonie Cleve (1827–96) 2 Kinder |  |  |  |  |  |  |  |  |  |  |  |  |  |  |  |  |  |  |  |  |  |  |  |  |  |  |  |  |  |  |
| #1 Georg von Siemens * 1839 Torgau, † 1901 Berlin Gründungsdirektor der Deutschen Bank ⚭ Elise Görz (1850–1938) 6 Kinder    | #1 Georg von Siemens * 1839 Torgau, † 1901 Berlin Gründungsdirektor der Deutschen Bank ⚭ Elise Görz (1850–1938) 6 Kinder    | #1 Georg von Siemens * 1839 Torgau, † 1901 Berlin Gründungsdirektor der Deutschen Bank ⚭ Elise Görz (1850–1938) 6 Kinder    | #1 Georg von Siemens * 1839 Torgau, † 1901 Berlin Gründungsdirektor der Deutschen Bank ⚭ Elise Görz (1850–1938) 6 Kinder    | #1 Georg von Siemens * 1839 Torgau, † 1901 Berlin Gründungsdirektor der Deutschen Bank ⚭ Elise Görz (1850–1938) 6 Kinder    | #1 Georg von Siemens * 1839 Torgau, † 1901 Berlin Gründungsdirektor der Deutschen Bank ⚭ Elise Görz (1850–1938) 6 Kinder    | | | | | | | | |  |  | #1 Alexander Siemens * 1847 Hannover † 1928 Milford-on-Sea/England Unternehmer* und Ingenieur ⚭ Louisa Dodwell († 1934) 3 Kinder | #1 Alexander Siemens * 1847 Hannover † 1928 Milford-on-Sea/England Unternehmer* und Ingenieur ⚭ Louisa Dodwell († 1934) 3 Kinder | #1 Alexander Siemens * 1847 Hannover † 1928 Milford-on-Sea/England Unternehmer* und Ingenieur ⚭ Louisa Dodwell († 1934) 3 Kinder | #1 Alexander Siemens * 1847 Hannover † 1928 Milford-on-Sea/England Unternehmer* und Ingenieur ⚭ Louisa Dodwell († 1934) 3 Kinder | #1 Alexander Siemens * 1847 Hannover † 1928 Milford-on-Sea/England Unternehmer* und Ingenieur ⚭ Louisa Dodwell († 1934) 3 Kinder | #1 Alexander Siemens * 1847 Hannover † 1928 Milford-on-Sea/England Unternehmer* und Ingenieur ⚭ Louisa Dodwell († 1934) 3 Kinder |  |  | #1 Antonie Siemens * 1840 Hohenheim, † 1900 Berlin ⚭ Werner von Siemens (1816–92) 2 Kinder                                     | #1 Antonie Siemens * 1840 Hohenheim, † 1900 Berlin ⚭ Werner von Siemens (1816–92) 2 Kinder                                     | #1 Antonie Siemens * 1840 Hohenheim, † 1900 Berlin ⚭ Werner von Siemens (1816–92) 2 Kinder                                     | #1 Antonie Siemens * 1840 Hohenheim, † 1900 Berlin ⚭ Werner von Siemens (1816–92) 2 Kinder                                     | #1 Antonie Siemens * 1840 Hohenheim, † 1900 Berlin ⚭ Werner von Siemens (1816–92) 2 Kinder                                     | #1 Antonie Siemens * 1840 Hohenheim, † 1900 Berlin ⚭ Werner von Siemens (1816–92) 2 Kinder                                     |  |  | | | | | | |  |  |  |  |  |  |  |  |  |  |  |  |  |  |  |  |  |  |  |  |  |  |  |  |  |  |  |  |  |  |

### Linie ab Christian Ferdinand Siemens
Generationen 7–12
| | | | | | |  |  | | | | | | | | | | | | | | | Christian Ferdinand Siemens * 1787 Schauen, † 1840 Menzendorf Gutspächter ⚭ Henriette Deichmann (1792–1839) 14 Kinder | |  |  | | | | | | |  |  | | | | | | | | | | | | | | |  |  |  |  |  |  |  |  |  |  |  |  |  |  |  |  |  |  |  |  |  |  |  |  |  |  |  |  |  |  |  |  |  |  |  |  |
| | | | | | |  |  | | | | | | | | | | | | | | | | |  |  | | | | | | |  |  | | | | | | | | | | | | | | |  |  |  |  |  |  |  |  |  |  |  |  |  |  |  |  |  |  |  |  |  |  |  |  |  |  |  |  |  |  |  |  |  |  |  |  |
| | | | | | |  |  | | | | | | | | | | | | | | | | |  |  | | | | | | |  |  | | | | | | | | | | | | | | |  |  |  |  |  |  |  |  |  |  |  |  |  |  |  |  |  |  |  |  |  |  |  |  |  |  |  |  |  |  |  |  |  |  |  |  |
| #4 Werner von Siemens * 1816 Lenthe † 1892 Charlottenburg Erfinder, Gründer von Siemens & Halske* ⚭ Mathilde Drumann (1824–65) ⚭ Antonie Siemens (1840–1900) 6 Kinder (4 mit Mathilde, 2 mit Antonie) | #4 Werner von Siemens * 1816 Lenthe † 1892 Charlottenburg Erfinder, Gründer von Siemens & Halske* ⚭ Mathilde Drumann (1824–65) ⚭ Antonie Siemens (1840–1900) 6 Kinder (4 mit Mathilde, 2 mit Antonie) | #4 Werner von Siemens * 1816 Lenthe † 1892 Charlottenburg Erfinder, Gründer von Siemens & Halske* ⚭ Mathilde Drumann (1824–65) ⚭ Antonie Siemens (1840–1900) 6 Kinder (4 mit Mathilde, 2 mit Antonie) | #4 Werner von Siemens * 1816 Lenthe † 1892 Charlottenburg Erfinder, Gründer von Siemens & Halske* ⚭ Mathilde Drumann (1824–65) ⚭ Antonie Siemens (1840–1900) 6 Kinder (4 mit Mathilde, 2 mit Antonie) | #4 Werner von Siemens * 1816 Lenthe † 1892 Charlottenburg Erfinder, Gründer von Siemens & Halske* ⚭ Mathilde Drumann (1824–65) ⚭ Antonie Siemens (1840–1900) 6 Kinder (4 mit Mathilde, 2 mit Antonie) | #4 Werner von Siemens * 1816 Lenthe † 1892 Charlottenburg Erfinder, Gründer von Siemens & Halske* ⚭ Mathilde Drumann (1824–65) ⚭ Antonie Siemens (1840–1900) 6 Kinder (4 mit Mathilde, 2 mit Antonie) |  |  | | | #5 Hans Siemens * 1818 Lenthe † 1867 Löbtau Glasfabrikant und Erfinder ⚭ Alma Müller (1831–1914) 5 Kinder | #5 Hans Siemens * 1818 Lenthe † 1867 Löbtau Glasfabrikant und Erfinder ⚭ Alma Müller (1831–1914) 5 Kinder | #5 Hans Siemens * 1818 Lenthe † 1867 Löbtau Glasfabrikant und Erfinder ⚭ Alma Müller (1831–1914) 5 Kinder | #5 Hans Siemens * 1818 Lenthe † 1867 Löbtau Glasfabrikant und Erfinder ⚭ Alma Müller (1831–1914) 5 Kinder | #5 Hans Siemens * 1818 Lenthe † 1867 Löbtau Glasfabrikant und Erfinder ⚭ Alma Müller (1831–1914) 5 Kinder | #5 Hans Siemens * 1818 Lenthe † 1867 Löbtau Glasfabrikant und Erfinder ⚭ Alma Müller (1831–1914) 5 Kinder | | | #6 Ferdinand Siemens * 1820 Lenthe † 1893 Piontken Gutsbesitzer ⚭ Eulalia Hertzog (1835–1916) 4 Kinder | #6 Ferdinand Siemens * 1820 Lenthe † 1893 Piontken Gutsbesitzer ⚭ Eulalia Hertzog (1835–1916) 4 Kinder | #6 Ferdinand Siemens * 1820 Lenthe † 1893 Piontken Gutsbesitzer ⚭ Eulalia Hertzog (1835–1916) 4 Kinder | #6 Ferdinand Siemens * 1820 Lenthe † 1893 Piontken Gutsbesitzer ⚭ Eulalia Hertzog (1835–1916) 4 Kinder | #6 Ferdinand Siemens * 1820 Lenthe † 1893 Piontken Gutsbesitzer ⚭ Eulalia Hertzog (1835–1916) 4 Kinder                | #6 Ferdinand Siemens * 1820 Lenthe † 1893 Piontken Gutsbesitzer ⚭ Eulalia Hertzog (1835–1916) 4 Kinder |  |  | #8 Sir William Siemens * 1823 Lenthe † 1883 Sherwood/England Erfinder und Unternehmer* ⚭ Anne Gordon (1821–1901) Keine Kinder | #8 Sir William Siemens * 1823 Lenthe † 1883 Sherwood/England Erfinder und Unternehmer* ⚭ Anne Gordon (1821–1901) Keine Kinder | #8 Sir William Siemens * 1823 Lenthe † 1883 Sherwood/England Erfinder und Unternehmer* ⚭ Anne Gordon (1821–1901) Keine Kinder | #8 Sir William Siemens * 1823 Lenthe † 1883 Sherwood/England Erfinder und Unternehmer* ⚭ Anne Gordon (1821–1901) Keine Kinder | #8 Sir William Siemens * 1823 Lenthe † 1883 Sherwood/England Erfinder und Unternehmer* ⚭ Anne Gordon (1821–1901) Keine Kinder | #8 Sir William Siemens * 1823 Lenthe † 1883 Sherwood/England Erfinder und Unternehmer* ⚭ Anne Gordon (1821–1901) Keine Kinder |  |  | #9 Friedrich Siemens * 1826 Menzendorf † 1904 Dresden Glasfabrikant und Erfinder ⚭ Elise Witthauer (1843–1919) 6 Kinder | #9 Friedrich Siemens * 1826 Menzendorf † 1904 Dresden Glasfabrikant und Erfinder ⚭ Elise Witthauer (1843–1919) 6 Kinder | #9 Friedrich Siemens * 1826 Menzendorf † 1904 Dresden Glasfabrikant und Erfinder ⚭ Elise Witthauer (1843–1919) 6 Kinder | #9 Friedrich Siemens * 1826 Menzendorf † 1904 Dresden Glasfabrikant und Erfinder ⚭ Elise Witthauer (1843–1919) 6 Kinder | #9 Friedrich Siemens * 1826 Menzendorf † 1904 Dresden Glasfabrikant und Erfinder ⚭ Elise Witthauer (1843–1919) 6 Kinder                                            | #9 Friedrich Siemens * 1826 Menzendorf † 1904 Dresden Glasfabrikant und Erfinder ⚭ Elise Witthauer (1843–1919) 6 Kinder                                            | | | #10 Carl Heinrich von Siemens * 1829 Menzendorf † 1906 Menton/Frankreich, Unternehmer*, 1. Vorsitzender des Aufsichtsrats der Siemens & Halske AG (1897–1904) ⚭ Marie von Kapherr (1836–69) 5 Kinder | #10 Carl Heinrich von Siemens * 1829 Menzendorf † 1906 Menton/Frankreich, Unternehmer*, 1. Vorsitzender des Aufsichtsrats der Siemens & Halske AG (1897–1904) ⚭ Marie von Kapherr (1836–69) 5 Kinder | #10 Carl Heinrich von Siemens * 1829 Menzendorf † 1906 Menton/Frankreich, Unternehmer*, 1. Vorsitzender des Aufsichtsrats der Siemens & Halske AG (1897–1904) ⚭ Marie von Kapherr (1836–69) 5 Kinder | #10 Carl Heinrich von Siemens * 1829 Menzendorf † 1906 Menton/Frankreich, Unternehmer*, 1. Vorsitzender des Aufsichtsrats der Siemens & Halske AG (1897–1904) ⚭ Marie von Kapherr (1836–69) 5 Kinder | #10 Carl Heinrich von Siemens * 1829 Menzendorf † 1906 Menton/Frankreich, Unternehmer*, 1. Vorsitzender des Aufsichtsrats der Siemens & Halske AG (1897–1904) ⚭ Marie von Kapherr (1836–69) 5 Kinder | #10 Carl Heinrich von Siemens * 1829 Menzendorf † 1906 Menton/Frankreich, Unternehmer*, 1. Vorsitzender des Aufsichtsrats der Siemens & Halske AG (1897–1904) ⚭ Marie von Kapherr (1836–69) 5 Kinder |  |  |  |  |  |  |  |  |  |  |  |  |  |  |  |  |  |  |  |  |  |  |  |  |  |  |  |  |  |  |  |  |  |  |  |  |
| #4 Werner von Siemens * 1816 Lenthe † 1892 Charlottenburg Erfinder, Gründer von Siemens & Halske* ⚭ Mathilde Drumann (1824–65) ⚭ Antonie Siemens (1840–1900) 6 Kinder (4 mit Mathilde, 2 mit Antonie) | #4 Werner von Siemens * 1816 Lenthe † 1892 Charlottenburg Erfinder, Gründer von Siemens & Halske* ⚭ Mathilde Drumann (1824–65) ⚭ Antonie Siemens (1840–1900) 6 Kinder (4 mit Mathilde, 2 mit Antonie) | #4 Werner von Siemens * 1816 Lenthe † 1892 Charlottenburg Erfinder, Gründer von Siemens & Halske* ⚭ Mathilde Drumann (1824–65) ⚭ Antonie Siemens (1840–1900) 6 Kinder (4 mit Mathilde, 2 mit Antonie) | #4 Werner von Siemens * 1816 Lenthe † 1892 Charlottenburg Erfinder, Gründer von Siemens & Halske* ⚭ Mathilde Drumann (1824–65) ⚭ Antonie Siemens (1840–1900) 6 Kinder (4 mit Mathilde, 2 mit Antonie) | #4 Werner von Siemens * 1816 Lenthe † 1892 Charlottenburg Erfinder, Gründer von Siemens & Halske* ⚭ Mathilde Drumann (1824–65) ⚭ Antonie Siemens (1840–1900) 6 Kinder (4 mit Mathilde, 2 mit Antonie) | #4 Werner von Siemens * 1816 Lenthe † 1892 Charlottenburg Erfinder, Gründer von Siemens & Halske* ⚭ Mathilde Drumann (1824–65) ⚭ Antonie Siemens (1840–1900) 6 Kinder (4 mit Mathilde, 2 mit Antonie) |  |  | | | #5 Hans Siemens * 1818 Lenthe † 1867 Löbtau Glasfabrikant und Erfinder ⚭ Alma Müller (1831–1914) 5 Kinder | #5 Hans Siemens * 1818 Lenthe † 1867 Löbtau Glasfabrikant und Erfinder ⚭ Alma Müller (1831–1914) 5 Kinder | #5 Hans Siemens * 1818 Lenthe † 1867 Löbtau Glasfabrikant und Erfinder ⚭ Alma Müller (1831–1914) 5 Kinder | #5 Hans Siemens * 1818 Lenthe † 1867 Löbtau Glasfabrikant und Erfinder ⚭ Alma Müller (1831–1914) 5 Kinder | #5 Hans Siemens * 1818 Lenthe † 1867 Löbtau Glasfabrikant und Erfinder ⚭ Alma Müller (1831–1914) 5 Kinder | #5 Hans Siemens * 1818 Lenthe † 1867 Löbtau Glasfabrikant und Erfinder ⚭ Alma Müller (1831–1914) 5 Kinder | | | #6 Ferdinand Siemens * 1820 Lenthe † 1893 Piontken Gutsbesitzer ⚭ Eulalia Hertzog (1835–1916) 4 Kinder | #6 Ferdinand Siemens * 1820 Lenthe † 1893 Piontken Gutsbesitzer ⚭ Eulalia Hertzog (1835–1916) 4 Kinder | #6 Ferdinand Siemens * 1820 Lenthe † 1893 Piontken Gutsbesitzer ⚭ Eulalia Hertzog (1835–1916) 4 Kinder | #6 Ferdinand Siemens * 1820 Lenthe † 1893 Piontken Gutsbesitzer ⚭ Eulalia Hertzog (1835–1916) 4 Kinder | #6 Ferdinand Siemens * 1820 Lenthe † 1893 Piontken Gutsbesitzer ⚭ Eulalia Hertzog (1835–1916) 4 Kinder                | #6 Ferdinand Siemens * 1820 Lenthe † 1893 Piontken Gutsbesitzer ⚭ Eulalia Hertzog (1835–1916) 4 Kinder |  |  | #8 Sir William Siemens * 1823 Lenthe † 1883 Sherwood/England Erfinder und Unternehmer* ⚭ Anne Gordon (1821–1901) Keine Kinder | #8 Sir William Siemens * 1823 Lenthe † 1883 Sherwood/England Erfinder und Unternehmer* ⚭ Anne Gordon (1821–1901) Keine Kinder | #8 Sir William Siemens * 1823 Lenthe † 1883 Sherwood/England Erfinder und Unternehmer* ⚭ Anne Gordon (1821–1901) Keine Kinder | #8 Sir William Siemens * 1823 Lenthe † 1883 Sherwood/England Erfinder und Unternehmer* ⚭ Anne Gordon (1821–1901) Keine Kinder | #8 Sir William Siemens * 1823 Lenthe † 1883 Sherwood/England Erfinder und Unternehmer* ⚭ Anne Gordon (1821–1901) Keine Kinder | #8 Sir William Siemens * 1823 Lenthe † 1883 Sherwood/England Erfinder und Unternehmer* ⚭ Anne Gordon (1821–1901) Keine Kinder |  |  | #9 Friedrich Siemens * 1826 Menzendorf † 1904 Dresden Glasfabrikant und Erfinder ⚭ Elise Witthauer (1843–1919) 6 Kinder | #9 Friedrich Siemens * 1826 Menzendorf † 1904 Dresden Glasfabrikant und Erfinder ⚭ Elise Witthauer (1843–1919) 6 Kinder | #9 Friedrich Siemens * 1826 Menzendorf † 1904 Dresden Glasfabrikant und Erfinder ⚭ Elise Witthauer (1843–1919) 6 Kinder | #9 Friedrich Siemens * 1826 Menzendorf † 1904 Dresden Glasfabrikant und Erfinder ⚭ Elise Witthauer (1843–1919) 6 Kinder | #9 Friedrich Siemens * 1826 Menzendorf † 1904 Dresden Glasfabrikant und Erfinder ⚭ Elise Witthauer (1843–1919) 6 Kinder                                            | #9 Friedrich Siemens * 1826 Menzendorf † 1904 Dresden Glasfabrikant und Erfinder ⚭ Elise Witthauer (1843–1919) 6 Kinder                                            | | | #10 Carl Heinrich von Siemens * 1829 Menzendorf † 1906 Menton/Frankreich, Unternehmer*, 1. Vorsitzender des Aufsichtsrats der Siemens & Halske AG (1897–1904) ⚭ Marie von Kapherr (1836–69) 5 Kinder | #10 Carl Heinrich von Siemens * 1829 Menzendorf † 1906 Menton/Frankreich, Unternehmer*, 1. Vorsitzender des Aufsichtsrats der Siemens & Halske AG (1897–1904) ⚭ Marie von Kapherr (1836–69) 5 Kinder | #10 Carl Heinrich von Siemens * 1829 Menzendorf † 1906 Menton/Frankreich, Unternehmer*, 1. Vorsitzender des Aufsichtsrats der Siemens & Halske AG (1897–1904) ⚭ Marie von Kapherr (1836–69) 5 Kinder | #10 Carl Heinrich von Siemens * 1829 Menzendorf † 1906 Menton/Frankreich, Unternehmer*, 1. Vorsitzender des Aufsichtsrats der Siemens & Halske AG (1897–1904) ⚭ Marie von Kapherr (1836–69) 5 Kinder | #10 Carl Heinrich von Siemens * 1829 Menzendorf † 1906 Menton/Frankreich, Unternehmer*, 1. Vorsitzender des Aufsichtsrats der Siemens & Halske AG (1897–1904) ⚭ Marie von Kapherr (1836–69) 5 Kinder | #10 Carl Heinrich von Siemens * 1829 Menzendorf † 1906 Menton/Frankreich, Unternehmer*, 1. Vorsitzender des Aufsichtsrats der Siemens & Halske AG (1897–1904) ⚭ Marie von Kapherr (1836–69) 5 Kinder |  |  |  |  |  |  |  |  |  |  |  |  |  |  |  |  |  |  |  |  |  |  |  |  |  |  |  |  |  |  |  |  |  |  |  |  |
| | | | | | |  |  | | | | | | | | | | | | | | | | |  |  | | | | | | |  |  | | | | | | | | | | | | | | |  |  |  |  |  |  |  |  |  |  |  |  |  |  |  |  |  |  |  |  |  |  |  |  |  |  |  |  |  |  |  |  |  |  |  |  |
| #1 Arnold von Siemens * 1853 Berlin † 1918 ebenda Unternehmer*, Vorsitzender des Aufsichtsrats der Siemens & Halske AG (1904–1918) ⚭ Ellen von Helmholtz (1864–1941) 5 Kinder                         | #1 Arnold von Siemens * 1853 Berlin † 1918 ebenda Unternehmer*, Vorsitzender des Aufsichtsrats der Siemens & Halske AG (1904–1918) ⚭ Ellen von Helmholtz (1864–1941) 5 Kinder                         | #1 Arnold von Siemens * 1853 Berlin † 1918 ebenda Unternehmer*, Vorsitzender des Aufsichtsrats der Siemens & Halske AG (1904–1918) ⚭ Ellen von Helmholtz (1864–1941) 5 Kinder                         | #1 Arnold von Siemens * 1853 Berlin † 1918 ebenda Unternehmer*, Vorsitzender des Aufsichtsrats der Siemens & Halske AG (1904–1918) ⚭ Ellen von Helmholtz (1864–1941) 5 Kinder                         | #1 Arnold von Siemens * 1853 Berlin † 1918 ebenda Unternehmer*, Vorsitzender des Aufsichtsrats der Siemens & Halske AG (1904–1918) ⚭ Ellen von Helmholtz (1864–1941) 5 Kinder                         | #1 Arnold von Siemens * 1853 Berlin † 1918 ebenda Unternehmer*, Vorsitzender des Aufsichtsrats der Siemens & Halske AG (1904–1918) ⚭ Ellen von Helmholtz (1864–1941) 5 Kinder                         |  |  | #2 Georg Wilhelm von Siemens * 1855 Berlin † 1918 Arosa/Schweiz Unternehmer* und Erfinder, Vorsitzender des Aufsichtsrats der Siemens-Schuckertwerke AG (1903–1918) und der Siemens & Halske AG (1918–1919) ⚭ Elly Siemens (1860–1919) 2 Kinder | #2 Georg Wilhelm von Siemens * 1855 Berlin † 1918 Arosa/Schweiz Unternehmer* und Erfinder, Vorsitzender des Aufsichtsrats der Siemens-Schuckertwerke AG (1903–1918) und der Siemens & Halske AG (1918–1919) ⚭ Elly Siemens (1860–1919) 2 Kinder | #2 Georg Wilhelm von Siemens * 1855 Berlin † 1918 Arosa/Schweiz Unternehmer* und Erfinder, Vorsitzender des Aufsichtsrats der Siemens-Schuckertwerke AG (1903–1918) und der Siemens & Halske AG (1918–1919) ⚭ Elly Siemens (1860–1919) 2 Kinder | #2 Georg Wilhelm von Siemens * 1855 Berlin † 1918 Arosa/Schweiz Unternehmer* und Erfinder, Vorsitzender des Aufsichtsrats der Siemens-Schuckertwerke AG (1903–1918) und der Siemens & Halske AG (1918–1919) ⚭ Elly Siemens (1860–1919) 2 Kinder | #2 Georg Wilhelm von Siemens * 1855 Berlin † 1918 Arosa/Schweiz Unternehmer* und Erfinder, Vorsitzender des Aufsichtsrats der Siemens-Schuckertwerke AG (1903–1918) und der Siemens & Halske AG (1918–1919) ⚭ Elly Siemens (1860–1919) 2 Kinder | #2 Georg Wilhelm von Siemens * 1855 Berlin † 1918 Arosa/Schweiz Unternehmer* und Erfinder, Vorsitzender des Aufsichtsrats der Siemens-Schuckertwerke AG (1903–1918) und der Siemens & Halske AG (1918–1919) ⚭ Elly Siemens (1860–1919) 2 Kinder | | | #6 Carl Friedrich von Siemens * 1872 Charlottenburg † 1941 Heinenhof Unternehmer*, Vorsitzender der Aufsichtsräte (1919–1941) ⚭ Tutty Bötzow (1878–1935, 2. Ehe) 2 Kinder | #6 Carl Friedrich von Siemens * 1872 Charlottenburg † 1941 Heinenhof Unternehmer*, Vorsitzender der Aufsichtsräte (1919–1941) ⚭ Tutty Bötzow (1878–1935, 2. Ehe) 2 Kinder | #6 Carl Friedrich von Siemens * 1872 Charlottenburg † 1941 Heinenhof Unternehmer*, Vorsitzender der Aufsichtsräte (1919–1941) ⚭ Tutty Bötzow (1878–1935, 2. Ehe) 2 Kinder | #6 Carl Friedrich von Siemens * 1872 Charlottenburg † 1941 Heinenhof Unternehmer*, Vorsitzender der Aufsichtsräte (1919–1941) ⚭ Tutty Bötzow (1878–1935, 2. Ehe) 2 Kinder | #6 Carl Friedrich von Siemens * 1872 Charlottenburg † 1941 Heinenhof Unternehmer*, Vorsitzender der Aufsichtsräte (1919–1941) ⚭ Tutty Bötzow (1878–1935, 2. Ehe) 2 Kinder | #6 Carl Friedrich von Siemens * 1872 Charlottenburg † 1941 Heinenhof Unternehmer*, Vorsitzender der Aufsichtsräte (1919–1941) ⚭ Tutty Bötzow (1878–1935, 2. Ehe) 2 Kinder | | |  |  | # 2 Elly Siemens * 1860 Piontken † 1919 Charlottenburg ⚭ Georg Wilhelm von Siemens (1855–1919) 2 Kinder                       | # 2 Elly Siemens * 1860 Piontken † 1919 Charlottenburg ⚭ Georg Wilhelm von Siemens (1855–1919) 2 Kinder                       | # 2 Elly Siemens * 1860 Piontken † 1919 Charlottenburg ⚭ Georg Wilhelm von Siemens (1855–1919) 2 Kinder                       | # 2 Elly Siemens * 1860 Piontken † 1919 Charlottenburg ⚭ Georg Wilhelm von Siemens (1855–1919) 2 Kinder                       | # 2 Elly Siemens * 1860 Piontken † 1919 Charlottenburg ⚭ Georg Wilhelm von Siemens (1855–1919) 2 Kinder                       | # 2 Elly Siemens * 1860 Piontken † 1919 Charlottenburg ⚭ Georg Wilhelm von Siemens (1855–1919) 2 Kinder                       |  |  | | | | | #4 Friedrich Carl Siemens * 1877 Dresden † 1952 Berlin Unternehmer*, Vorsitzender der Aufsichtsräte (1946–1948) ⚭ Bertha Yorck von Wartenburg (1899–1950) 4 Kinder | #4 Friedrich Carl Siemens * 1877 Dresden † 1952 Berlin Unternehmer*, Vorsitzender der Aufsichtsräte (1946–1948) ⚭ Bertha Yorck von Wartenburg (1899–1950) 4 Kinder | #4 Friedrich Carl Siemens * 1877 Dresden † 1952 Berlin Unternehmer*, Vorsitzender der Aufsichtsräte (1946–1948) ⚭ Bertha Yorck von Wartenburg (1899–1950) 4 Kinder | #4 Friedrich Carl Siemens * 1877 Dresden † 1952 Berlin Unternehmer*, Vorsitzender der Aufsichtsräte (1946–1948) ⚭ Bertha Yorck von Wartenburg (1899–1950) 4 Kinder | #4 Friedrich Carl Siemens * 1877 Dresden † 1952 Berlin Unternehmer*, Vorsitzender der Aufsichtsräte (1946–1948) ⚭ Bertha Yorck von Wartenburg (1899–1950) 4 Kinder                                   | #4 Friedrich Carl Siemens * 1877 Dresden † 1952 Berlin Unternehmer*, Vorsitzender der Aufsichtsräte (1946–1948) ⚭ Bertha Yorck von Wartenburg (1899–1950) 4 Kinder                                   | | | | |  |  |  |  |  |  |  |  |  |  |  |  |  |  |  |  |  |  |  |  |  |  |  |  |  |  |  |  |  |  |  |  |  |  |  |  |
| #1 Arnold von Siemens * 1853 Berlin † 1918 ebenda Unternehmer*, Vorsitzender des Aufsichtsrats der Siemens & Halske AG (1904–1918) ⚭ Ellen von Helmholtz (1864–1941) 5 Kinder                         | #1 Arnold von Siemens * 1853 Berlin † 1918 ebenda Unternehmer*, Vorsitzender des Aufsichtsrats der Siemens & Halske AG (1904–1918) ⚭ Ellen von Helmholtz (1864–1941) 5 Kinder                         | #1 Arnold von Siemens * 1853 Berlin † 1918 ebenda Unternehmer*, Vorsitzender des Aufsichtsrats der Siemens & Halske AG (1904–1918) ⚭ Ellen von Helmholtz (1864–1941) 5 Kinder                         | #1 Arnold von Siemens * 1853 Berlin † 1918 ebenda Unternehmer*, Vorsitzender des Aufsichtsrats der Siemens & Halske AG (1904–1918) ⚭ Ellen von Helmholtz (1864–1941) 5 Kinder                         | #1 Arnold von Siemens * 1853 Berlin † 1918 ebenda Unternehmer*, Vorsitzender des Aufsichtsrats der Siemens & Halske AG (1904–1918) ⚭ Ellen von Helmholtz (1864–1941) 5 Kinder                         | #1 Arnold von Siemens * 1853 Berlin † 1918 ebenda Unternehmer*, Vorsitzender des Aufsichtsrats der Siemens & Halske AG (1904–1918) ⚭ Ellen von Helmholtz (1864–1941) 5 Kinder                         |  |  | #2 Georg Wilhelm von Siemens * 1855 Berlin † 1918 Arosa/Schweiz Unternehmer* und Erfinder, Vorsitzender des Aufsichtsrats der Siemens-Schuckertwerke AG (1903–1918) und der Siemens & Halske AG (1918–1919) ⚭ Elly Siemens (1860–1919) 2 Kinder | #2 Georg Wilhelm von Siemens * 1855 Berlin † 1918 Arosa/Schweiz Unternehmer* und Erfinder, Vorsitzender des Aufsichtsrats der Siemens-Schuckertwerke AG (1903–1918) und der Siemens & Halske AG (1918–1919) ⚭ Elly Siemens (1860–1919) 2 Kinder | #2 Georg Wilhelm von Siemens * 1855 Berlin † 1918 Arosa/Schweiz Unternehmer* und Erfinder, Vorsitzender des Aufsichtsrats der Siemens-Schuckertwerke AG (1903–1918) und der Siemens & Halske AG (1918–1919) ⚭ Elly Siemens (1860–1919) 2 Kinder | #2 Georg Wilhelm von Siemens * 1855 Berlin † 1918 Arosa/Schweiz Unternehmer* und Erfinder, Vorsitzender des Aufsichtsrats der Siemens-Schuckertwerke AG (1903–1918) und der Siemens & Halske AG (1918–1919) ⚭ Elly Siemens (1860–1919) 2 Kinder | #2 Georg Wilhelm von Siemens * 1855 Berlin † 1918 Arosa/Schweiz Unternehmer* und Erfinder, Vorsitzender des Aufsichtsrats der Siemens-Schuckertwerke AG (1903–1918) und der Siemens & Halske AG (1918–1919) ⚭ Elly Siemens (1860–1919) 2 Kinder | #2 Georg Wilhelm von Siemens * 1855 Berlin † 1918 Arosa/Schweiz Unternehmer* und Erfinder, Vorsitzender des Aufsichtsrats der Siemens-Schuckertwerke AG (1903–1918) und der Siemens & Halske AG (1918–1919) ⚭ Elly Siemens (1860–1919) 2 Kinder | | | #6 Carl Friedrich von Siemens * 1872 Charlottenburg † 1941 Heinenhof Unternehmer*, Vorsitzender der Aufsichtsräte (1919–1941) ⚭ Tutty Bötzow (1878–1935, 2. Ehe) 2 Kinder | #6 Carl Friedrich von Siemens * 1872 Charlottenburg † 1941 Heinenhof Unternehmer*, Vorsitzender der Aufsichtsräte (1919–1941) ⚭ Tutty Bötzow (1878–1935, 2. Ehe) 2 Kinder | #6 Carl Friedrich von Siemens * 1872 Charlottenburg † 1941 Heinenhof Unternehmer*, Vorsitzender der Aufsichtsräte (1919–1941) ⚭ Tutty Bötzow (1878–1935, 2. Ehe) 2 Kinder | #6 Carl Friedrich von Siemens * 1872 Charlottenburg † 1941 Heinenhof Unternehmer*, Vorsitzender der Aufsichtsräte (1919–1941) ⚭ Tutty Bötzow (1878–1935, 2. Ehe) 2 Kinder | #6 Carl Friedrich von Siemens * 1872 Charlottenburg † 1941 Heinenhof Unternehmer*, Vorsitzender der Aufsichtsräte (1919–1941) ⚭ Tutty Bötzow (1878–1935, 2. Ehe) 2 Kinder | #6 Carl Friedrich von Siemens * 1872 Charlottenburg † 1941 Heinenhof Unternehmer*, Vorsitzender der Aufsichtsräte (1919–1941) ⚭ Tutty Bötzow (1878–1935, 2. Ehe) 2 Kinder | | |  |  | # 2 Elly Siemens * 1860 Piontken † 1919 Charlottenburg ⚭ Georg Wilhelm von Siemens (1855–1919) 2 Kinder                       | # 2 Elly Siemens * 1860 Piontken † 1919 Charlottenburg ⚭ Georg Wilhelm von Siemens (1855–1919) 2 Kinder                       | # 2 Elly Siemens * 1860 Piontken † 1919 Charlottenburg ⚭ Georg Wilhelm von Siemens (1855–1919) 2 Kinder                       | # 2 Elly Siemens * 1860 Piontken † 1919 Charlottenburg ⚭ Georg Wilhelm von Siemens (1855–1919) 2 Kinder                       | # 2 Elly Siemens * 1860 Piontken † 1919 Charlottenburg ⚭ Georg Wilhelm von Siemens (1855–1919) 2 Kinder                       | # 2 Elly Siemens * 1860 Piontken † 1919 Charlottenburg ⚭ Georg Wilhelm von Siemens (1855–1919) 2 Kinder                       |  |  | | | | | #4 Friedrich Carl Siemens * 1877 Dresden † 1952 Berlin Unternehmer*, Vorsitzender der Aufsichtsräte (1946–1948) ⚭ Bertha Yorck von Wartenburg (1899–1950) 4 Kinder | #4 Friedrich Carl Siemens * 1877 Dresden † 1952 Berlin Unternehmer*, Vorsitzender der Aufsichtsräte (1946–1948) ⚭ Bertha Yorck von Wartenburg (1899–1950) 4 Kinder | #4 Friedrich Carl Siemens * 1877 Dresden † 1952 Berlin Unternehmer*, Vorsitzender der Aufsichtsräte (1946–1948) ⚭ Bertha Yorck von Wartenburg (1899–1950) 4 Kinder | #4 Friedrich Carl Siemens * 1877 Dresden † 1952 Berlin Unternehmer*, Vorsitzender der Aufsichtsräte (1946–1948) ⚭ Bertha Yorck von Wartenburg (1899–1950) 4 Kinder | #4 Friedrich Carl Siemens * 1877 Dresden † 1952 Berlin Unternehmer*, Vorsitzender der Aufsichtsräte (1946–1948) ⚭ Bertha Yorck von Wartenburg (1899–1950) 4 Kinder                                   | #4 Friedrich Carl Siemens * 1877 Dresden † 1952 Berlin Unternehmer*, Vorsitzender der Aufsichtsräte (1946–1948) ⚭ Bertha Yorck von Wartenburg (1899–1950) 4 Kinder                                   | | | | |  |  |  |  |  |  |  |  |  |  |  |  |  |  |  |  |  |  |  |  |  |  |  |  |  |  |  |  |  |  |  |  |  |  |  |  |
| #1 Hermann von Siemens * 1885 Berlin † 1986 in München Unternehmer*, Vorsitzender der Aufsichtsräte (1941–1946 und 1948–1956) ⚭ Charlotte von Maltzan (1887–1976) 6 Kinder                            | #1 Hermann von Siemens * 1885 Berlin † 1986 in München Unternehmer*, Vorsitzender der Aufsichtsräte (1941–1946 und 1948–1956) ⚭ Charlotte von Maltzan (1887–1976) 6 Kinder                            | #1 Hermann von Siemens * 1885 Berlin † 1986 in München Unternehmer*, Vorsitzender der Aufsichtsräte (1941–1946 und 1948–1956) ⚭ Charlotte von Maltzan (1887–1976) 6 Kinder                            | #1 Hermann von Siemens * 1885 Berlin † 1986 in München Unternehmer*, Vorsitzender der Aufsichtsräte (1941–1946 und 1948–1956) ⚭ Charlotte von Maltzan (1887–1976) 6 Kinder                            | #1 Hermann von Siemens * 1885 Berlin † 1986 in München Unternehmer*, Vorsitzender der Aufsichtsräte (1941–1946 und 1948–1956) ⚭ Charlotte von Maltzan (1887–1976) 6 Kinder                            | #1 Hermann von Siemens * 1885 Berlin † 1986 in München Unternehmer*, Vorsitzender der Aufsichtsräte (1941–1946 und 1948–1956) ⚭ Charlotte von Maltzan (1887–1976) 6 Kinder                            |  |  | #1 Werner Ferdinand von Siemens * 1885 Berlin, † 1937 ebenda Unternehmer*, Vorsitzender des Vorstands der Siemens & Halske AG ⚭ Katrin Heck († 1919, 1. Ehe) 3 Kinder                                                                           | #1 Werner Ferdinand von Siemens * 1885 Berlin, † 1937 ebenda Unternehmer*, Vorsitzender des Vorstands der Siemens & Halske AG ⚭ Katrin Heck († 1919, 1. Ehe) 3 Kinder                                                                           | #1 Werner Ferdinand von Siemens * 1885 Berlin, † 1937 ebenda Unternehmer*, Vorsitzender des Vorstands der Siemens & Halske AG ⚭ Katrin Heck († 1919, 1. Ehe) 3 Kinder                                                                           | #1 Werner Ferdinand von Siemens * 1885 Berlin, † 1937 ebenda Unternehmer*, Vorsitzender des Vorstands der Siemens & Halske AG ⚭ Katrin Heck († 1919, 1. Ehe) 3 Kinder                                                                           | #1 Werner Ferdinand von Siemens * 1885 Berlin, † 1937 ebenda Unternehmer*, Vorsitzender des Vorstands der Siemens & Halske AG ⚭ Katrin Heck († 1919, 1. Ehe) 3 Kinder                                                                           | #1 Werner Ferdinand von Siemens * 1885 Berlin, † 1937 ebenda Unternehmer*, Vorsitzender des Vorstands der Siemens & Halske AG ⚭ Katrin Heck († 1919, 1. Ehe) 3 Kinder                                                                           | | | #1 Ernst von Siemens * 1903 Kingston upon Hull/England † 1990 Starnberg Unternehmer*, Vorsitzender des Vorstands der Siemens & Halske AG (1949–1956), Vorsitzender der Aufsichtsräte (1956–1966) und des Aufsichtsrats der Siemens AG (1966–1971) sowie Kultur-Mäzen, unverheiratet, keine Kinder | #1 Ernst von Siemens * 1903 Kingston upon Hull/England † 1990 Starnberg Unternehmer*, Vorsitzender des Vorstands der Siemens & Halske AG (1949–1956), Vorsitzender der Aufsichtsräte (1956–1966) und des Aufsichtsrats der Siemens AG (1966–1971) sowie Kultur-Mäzen, unverheiratet, keine Kinder | #1 Ernst von Siemens * 1903 Kingston upon Hull/England † 1990 Starnberg Unternehmer*, Vorsitzender des Vorstands der Siemens & Halske AG (1949–1956), Vorsitzender der Aufsichtsräte (1956–1966) und des Aufsichtsrats der Siemens AG (1966–1971) sowie Kultur-Mäzen, unverheiratet, keine Kinder | #1 Ernst von Siemens * 1903 Kingston upon Hull/England † 1990 Starnberg Unternehmer*, Vorsitzender des Vorstands der Siemens & Halske AG (1949–1956), Vorsitzender der Aufsichtsräte (1956–1966) und des Aufsichtsrats der Siemens AG (1966–1971) sowie Kultur-Mäzen, unverheiratet, keine Kinder | #1 Ernst von Siemens * 1903 Kingston upon Hull/England † 1990 Starnberg Unternehmer*, Vorsitzender des Vorstands der Siemens & Halske AG (1949–1956), Vorsitzender der Aufsichtsräte (1956–1966) und des Aufsichtsrats der Siemens AG (1966–1971) sowie Kultur-Mäzen, unverheiratet, keine Kinder | #1 Ernst von Siemens * 1903 Kingston upon Hull/England † 1990 Starnberg Unternehmer*, Vorsitzender des Vorstands der Siemens & Halske AG (1949–1956), Vorsitzender der Aufsichtsräte (1956–1966) und des Aufsichtsrats der Siemens AG (1966–1971) sowie Kultur-Mäzen, unverheiratet, keine Kinder | | |  |  | | | | | | |  |  | | | | | | | | | | | | | | |  |  |  |  |  |  |  |  |  |  |  |  |  |  |  |  |  |  |  |  |  |  |  |  |  |  |  |  |  |  |  |  |  |  |  |  |
| #1 Hermann von Siemens * 1885 Berlin † 1986 in München Unternehmer*, Vorsitzender der Aufsichtsräte (1941–1946 und 1948–1956) ⚭ Charlotte von Maltzan (1887–1976) 6 Kinder                            | #1 Hermann von Siemens * 1885 Berlin † 1986 in München Unternehmer*, Vorsitzender der Aufsichtsräte (1941–1946 und 1948–1956) ⚭ Charlotte von Maltzan (1887–1976) 6 Kinder                            | #1 Hermann von Siemens * 1885 Berlin † 1986 in München Unternehmer*, Vorsitzender der Aufsichtsräte (1941–1946 und 1948–1956) ⚭ Charlotte von Maltzan (1887–1976) 6 Kinder                            | #1 Hermann von Siemens * 1885 Berlin † 1986 in München Unternehmer*, Vorsitzender der Aufsichtsräte (1941–1946 und 1948–1956) ⚭ Charlotte von Maltzan (1887–1976) 6 Kinder                            | #1 Hermann von Siemens * 1885 Berlin † 1986 in München Unternehmer*, Vorsitzender der Aufsichtsräte (1941–1946 und 1948–1956) ⚭ Charlotte von Maltzan (1887–1976) 6 Kinder                            | #1 Hermann von Siemens * 1885 Berlin † 1986 in München Unternehmer*, Vorsitzender der Aufsichtsräte (1941–1946 und 1948–1956) ⚭ Charlotte von Maltzan (1887–1976) 6 Kinder                            |  |  | #1 Werner Ferdinand von Siemens * 1885 Berlin, † 1937 ebenda Unternehmer*, Vorsitzender des Vorstands der Siemens & Halske AG ⚭ Katrin Heck († 1919, 1. Ehe) 3 Kinder                                                                           | #1 Werner Ferdinand von Siemens * 1885 Berlin, † 1937 ebenda Unternehmer*, Vorsitzender des Vorstands der Siemens & Halske AG ⚭ Katrin Heck († 1919, 1. Ehe) 3 Kinder                                                                           | #1 Werner Ferdinand von Siemens * 1885 Berlin, † 1937 ebenda Unternehmer*, Vorsitzender des Vorstands der Siemens & Halske AG ⚭ Katrin Heck († 1919, 1. Ehe) 3 Kinder                                                                           | #1 Werner Ferdinand von Siemens * 1885 Berlin, † 1937 ebenda Unternehmer*, Vorsitzender des Vorstands der Siemens & Halske AG ⚭ Katrin Heck († 1919, 1. Ehe) 3 Kinder                                                                           | #1 Werner Ferdinand von Siemens * 1885 Berlin, † 1937 ebenda Unternehmer*, Vorsitzender des Vorstands der Siemens & Halske AG ⚭ Katrin Heck († 1919, 1. Ehe) 3 Kinder                                                                           | #1 Werner Ferdinand von Siemens * 1885 Berlin, † 1937 ebenda Unternehmer*, Vorsitzender des Vorstands der Siemens & Halske AG ⚭ Katrin Heck († 1919, 1. Ehe) 3 Kinder                                                                           | | | #1 Ernst von Siemens * 1903 Kingston upon Hull/England † 1990 Starnberg Unternehmer*, Vorsitzender des Vorstands der Siemens & Halske AG (1949–1956), Vorsitzender der Aufsichtsräte (1956–1966) und des Aufsichtsrats der Siemens AG (1966–1971) sowie Kultur-Mäzen, unverheiratet, keine Kinder | #1 Ernst von Siemens * 1903 Kingston upon Hull/England † 1990 Starnberg Unternehmer*, Vorsitzender des Vorstands der Siemens & Halske AG (1949–1956), Vorsitzender der Aufsichtsräte (1956–1966) und des Aufsichtsrats der Siemens AG (1966–1971) sowie Kultur-Mäzen, unverheiratet, keine Kinder | #1 Ernst von Siemens * 1903 Kingston upon Hull/England † 1990 Starnberg Unternehmer*, Vorsitzender des Vorstands der Siemens & Halske AG (1949–1956), Vorsitzender der Aufsichtsräte (1956–1966) und des Aufsichtsrats der Siemens AG (1966–1971) sowie Kultur-Mäzen, unverheiratet, keine Kinder | #1 Ernst von Siemens * 1903 Kingston upon Hull/England † 1990 Starnberg Unternehmer*, Vorsitzender des Vorstands der Siemens & Halske AG (1949–1956), Vorsitzender der Aufsichtsräte (1956–1966) und des Aufsichtsrats der Siemens AG (1966–1971) sowie Kultur-Mäzen, unverheiratet, keine Kinder | #1 Ernst von Siemens * 1903 Kingston upon Hull/England † 1990 Starnberg Unternehmer*, Vorsitzender des Vorstands der Siemens & Halske AG (1949–1956), Vorsitzender der Aufsichtsräte (1956–1966) und des Aufsichtsrats der Siemens AG (1966–1971) sowie Kultur-Mäzen, unverheiratet, keine Kinder | #1 Ernst von Siemens * 1903 Kingston upon Hull/England † 1990 Starnberg Unternehmer*, Vorsitzender des Vorstands der Siemens & Halske AG (1949–1956), Vorsitzender der Aufsichtsräte (1956–1966) und des Aufsichtsrats der Siemens AG (1966–1971) sowie Kultur-Mäzen, unverheiratet, keine Kinder | | |  |  | | | | | | |  |  | | | | | | | | | | | | | | |  |  |  |  |  |  |  |  |  |  |  |  |  |  |  |  |  |  |  |  |  |  |  |  |  |  |  |  |  |  |  |  |  |  |  |  |
| #2 Henning von Siemens * 1921 Berlin † 2014 in München Physiker ⚭ Christa Schwabenthan (* 1941) 1 Kind                                                                                                | #2 Henning von Siemens * 1921 Berlin † 2014 in München Physiker ⚭ Christa Schwabenthan (* 1941) 1 Kind                                                                                                | #2 Henning von Siemens * 1921 Berlin † 2014 in München Physiker ⚭ Christa Schwabenthan (* 1941) 1 Kind                                                                                                | #2 Henning von Siemens * 1921 Berlin † 2014 in München Physiker ⚭ Christa Schwabenthan (* 1941) 1 Kind                                                                                                | #2 Henning von Siemens * 1921 Berlin † 2014 in München Physiker ⚭ Christa Schwabenthan (* 1941) 1 Kind                                                                                                | #2 Henning von Siemens * 1921 Berlin † 2014 in München Physiker ⚭ Christa Schwabenthan (* 1941) 1 Kind                                                                                                |  |  | #1 Peter von Siemens * 1911 Berlin † 1986 in München Unternehmer*, Vorsitzender des Aufsichtsrats der Siemens AG (1971–1981) ⚭ Maria Julia Lienau (1916–2008) 2 Kinder                                                                          | #1 Peter von Siemens * 1911 Berlin † 1986 in München Unternehmer*, Vorsitzender des Aufsichtsrats der Siemens AG (1971–1981) ⚭ Maria Julia Lienau (1916–2008) 2 Kinder                                                                          | #1 Peter von Siemens * 1911 Berlin † 1986 in München Unternehmer*, Vorsitzender des Aufsichtsrats der Siemens AG (1971–1981) ⚭ Maria Julia Lienau (1916–2008) 2 Kinder                                                                          | #1 Peter von Siemens * 1911 Berlin † 1986 in München Unternehmer*, Vorsitzender des Aufsichtsrats der Siemens AG (1971–1981) ⚭ Maria Julia Lienau (1916–2008) 2 Kinder                                                                          | #1 Peter von Siemens * 1911 Berlin † 1986 in München Unternehmer*, Vorsitzender des Aufsichtsrats der Siemens AG (1971–1981) ⚭ Maria Julia Lienau (1916–2008) 2 Kinder                                                                          | #1 Peter von Siemens * 1911 Berlin † 1986 in München Unternehmer*, Vorsitzender des Aufsichtsrats der Siemens AG (1971–1981) ⚭ Maria Julia Lienau (1916–2008) 2 Kinder                                                                          | | | | | | | | | | |  |  | | | | | | |  |  | | | | | | | | | | | | | | |  |  |  |  |  |  |  |  |  |  |  |  |  |  |  |  |  |  |  |  |  |  |  |  |  |  |  |  |  |  |  |  |  |  |  |  |
| #2 Henning von Siemens * 1921 Berlin † 2014 in München Physiker ⚭ Christa Schwabenthan (* 1941) 1 Kind                                                                                                | #2 Henning von Siemens * 1921 Berlin † 2014 in München Physiker ⚭ Christa Schwabenthan (* 1941) 1 Kind                                                                                                | #2 Henning von Siemens * 1921 Berlin † 2014 in München Physiker ⚭ Christa Schwabenthan (* 1941) 1 Kind                                                                                                | #2 Henning von Siemens * 1921 Berlin † 2014 in München Physiker ⚭ Christa Schwabenthan (* 1941) 1 Kind                                                                                                | #2 Henning von Siemens * 1921 Berlin † 2014 in München Physiker ⚭ Christa Schwabenthan (* 1941) 1 Kind                                                                                                | #2 Henning von Siemens * 1921 Berlin † 2014 in München Physiker ⚭ Christa Schwabenthan (* 1941) 1 Kind                                                                                                |  |  | #1 Peter von Siemens * 1911 Berlin † 1986 in München Unternehmer*, Vorsitzender des Aufsichtsrats der Siemens AG (1971–1981) ⚭ Maria Julia Lienau (1916–2008) 2 Kinder                                                                          | #1 Peter von Siemens * 1911 Berlin † 1986 in München Unternehmer*, Vorsitzender des Aufsichtsrats der Siemens AG (1971–1981) ⚭ Maria Julia Lienau (1916–2008) 2 Kinder                                                                          | #1 Peter von Siemens * 1911 Berlin † 1986 in München Unternehmer*, Vorsitzender des Aufsichtsrats der Siemens AG (1971–1981) ⚭ Maria Julia Lienau (1916–2008) 2 Kinder                                                                          | #1 Peter von Siemens * 1911 Berlin † 1986 in München Unternehmer*, Vorsitzender des Aufsichtsrats der Siemens AG (1971–1981) ⚭ Maria Julia Lienau (1916–2008) 2 Kinder                                                                          | #1 Peter von Siemens * 1911 Berlin † 1986 in München Unternehmer*, Vorsitzender des Aufsichtsrats der Siemens AG (1971–1981) ⚭ Maria Julia Lienau (1916–2008) 2 Kinder                                                                          | #1 Peter von Siemens * 1911 Berlin † 1986 in München Unternehmer*, Vorsitzender des Aufsichtsrats der Siemens AG (1971–1981) ⚭ Maria Julia Lienau (1916–2008) 2 Kinder                                                                          | | | | | | | | | | |  |  | | | | | | |  |  | | | | | | | | | | | | | | |  |  |  |  |  |  |  |  |  |  |  |  |  |  |  |  |  |  |  |  |  |  |  |  |  |  |  |  |  |  |  |  |  |  |  |  |
| #1 Nathalie von Siemens * 1971 München Mitglied des Aufsichtsrats der Siemens AG* (seit 2015) und der Siemens Healthineers AG (seit 2018)                                                             | #1 Nathalie von Siemens * 1971 München Mitglied des Aufsichtsrats der Siemens AG* (seit 2015) und der Siemens Healthineers AG (seit 2018)                                                             | #1 Nathalie von Siemens * 1971 München Mitglied des Aufsichtsrats der Siemens AG* (seit 2015) und der Siemens Healthineers AG (seit 2018)                                                             | #1 Nathalie von Siemens * 1971 München Mitglied des Aufsichtsrats der Siemens AG* (seit 2015) und der Siemens Healthineers AG (seit 2018)                                                             | #1 Nathalie von Siemens * 1971 München Mitglied des Aufsichtsrats der Siemens AG* (seit 2015) und der Siemens Healthineers AG (seit 2018)                                                             | #1 Nathalie von Siemens * 1971 München Mitglied des Aufsichtsrats der Siemens AG* (seit 2015) und der Siemens Healthineers AG (seit 2018)                                                             |  |  | #1 Peter C. von Siemens * 1937 Rio de Janeiro † 2021 in München Mitglied des Vorstands und Aufsichtsrats der Siemens AG* ⚭ Bettina Schicht (* 1942) 4 Kinder                                                                                    | #1 Peter C. von Siemens * 1937 Rio de Janeiro † 2021 in München Mitglied des Vorstands und Aufsichtsrats der Siemens AG* ⚭ Bettina Schicht (* 1942) 4 Kinder                                                                                    | #1 Peter C. von Siemens * 1937 Rio de Janeiro † 2021 in München Mitglied des Vorstands und Aufsichtsrats der Siemens AG* ⚭ Bettina Schicht (* 1942) 4 Kinder                                                                                    | #1 Peter C. von Siemens * 1937 Rio de Janeiro † 2021 in München Mitglied des Vorstands und Aufsichtsrats der Siemens AG* ⚭ Bettina Schicht (* 1942) 4 Kinder                                                                                    | #1 Peter C. von Siemens * 1937 Rio de Janeiro † 2021 in München Mitglied des Vorstands und Aufsichtsrats der Siemens AG* ⚭ Bettina Schicht (* 1942) 4 Kinder                                                                                    | #1 Peter C. von Siemens * 1937 Rio de Janeiro † 2021 in München Mitglied des Vorstands und Aufsichtsrats der Siemens AG* ⚭ Bettina Schicht (* 1942) 4 Kinder                                                                                    | | | | | | | | | | |  |  | | | | | | |  |  | | | | | | | | | | | | | | |  |  |  |  |  |  |  |  |  |  |  |  |  |  |  |  |  |  |  |  |  |  |  |  |  |  |  |  |  |  |  |  |  |  |  |  |

(*) Leitende Funktion bei Siemens & Halske, Siemens Brothers & Co und/oder der Siemens AG.

## Stiftungen
Die Unternehmerfamilie hat einen Teil ihrer Beteiligung am Unternehmen in verschiedene Familienstiftungen eingebracht, die überwiegend gemeinnützigen Zwecken dienen, insbesondere der Förderung von Kunst, Kultur, Wissenschaft und Sozialem: die Carl Friedrich von Siemens Stiftung, die Ernst von Siemens Musikstiftung, die Ernst von Siemens Kunststiftung, welche öffentliche Kunstsammlungen beim Ankauf von bedeutenden Kunstwerken unterstützt und die Werner Siemens-Stiftung, welche im Bereich von Technik und Naturwissenschaften Projekte an Universitäten und Hochschulen fördert. Die 1909 gegründete Hertha-von-Siemens-Stiftung ermöglichte Firmenangehörigen den Aufenthalt in Erholungsstätten und Ferienheimen gegen ein geringes Entgelt. Eine private Familienstiftung unterhält seit 1916 das Siemenshaus in Goslar als Sammelstätte für das Familienarchiv mit Dokumenten, Bildern und Büchern. Die von der Siemens AG 2008 als Unternehmensstiftung eingerichtete Siemens Stiftung zur Förderung von Grundversorgung, Bildung und Kultur in Entwicklungs- und Schwellenländern wurde von 2013 bis 2020 von Nathalie von Siemens als Vorstandssprecherin geleitet; sie ist zugleich seit 2015 Mitglied des Aufsichtsrats der Siemens AG und seit 2018 der Siemens Healthineers AG.

## Archive
Im Goslarer Siemenshaus befindet sich ein Archiv zur Familiengeschichte. Die Unternehmensgeschichte, beginnend mit der persönlichen Korrespondenz der „Brüdergeneration“ seit den 1830er Jahren und dem Gesellschaftsvertrag zwischen Johann Georg Halske und den Brüdern Werner und Carl Wilhelm Siemens vom 1. Oktober 1847 zur Gründung der Telegraphen Bau-Anstalt von Siemens & Halske, über die Geschäfts- und Privatkorrespondenzen sowie Notizen und Tagebücher auch der folgenden Generationen, bis hin zu den Unternehmensentwicklungen der Gegenwart, wird seit 1906 im Siemens-Archiv (heute Siemens Historical Institute) in Berlin-Siemensstadt dokumentiert.